# Liste der Straßenbrunnen im Berliner Bezirk Friedrichshain-Kreuzberg
Die Liste der Straßenbrunnen im Berliner Bezirk Friedrichshain-Kreuzberg ist eine Übersicht der aktuell existierenden Trinkwasser-Notbrunnen in den Ortsteilen des Bezirks unter dem Aspekt der Bestimmung als Straßenmöbel. Zum anderen finden sich Hinweise auf (aktuell) festgestellte Besonderheiten der Umgebung der Standorte oder der Brunnen.
Auf den Berliner Straßen stehen darüber hinaus zahlreiche Schmuckbrunnen, die für jeden Bezirk in einem gesonderten Artikel dargestellt sind.

## Überblick
Die Liste ist nach den beiden Ortsteilen des Bezirks sortierbar. Da jeder bis zur Bezirksfusion 2001 ein eigenständiger (Alt-)Bezirk war, wiederholen sich die Zahlen an den Säulen. Weitere Angaben wie Aufstelljahr und Modell des Brunnenkörpers (Pumpenform) sind einer bereitgestellten Übersicht aus dem Frühjahr 2018 entnommen. Der Flurabstand des Grundwassers wurde dem Umweltatlas – Karte „Flurabstand des Grundwassers 2009 differenziert“ – entnommen. Zum Auffinden der Standorte sind Adressen angegeben. Vor Ort nicht näher erkennbare Grundstücksnummern (beispielsweise keine Hausnummer) sind in Klammern und teilweise mit vorgesetzten „#“ markiert. Ein Stern (*) oder ein „zu“ zwischen Nummern bezeichnet den Zwischenstandort, einige Zahlen mit „ggü.“ meinen die Lage auf der anderen Straßenseite. In der Beschreibung sind markante Umstände zusammengetragen und mit Fotografien ergänzt. Weitere Bilder sind auch auf Wikimedia-Commons nach Ortsteilen gegliedert einzusehen.
Nach den Brunnenmodellen aufgegliedert stehen sechs Krausebrunnen im Bezirk. Brunnenkörper in der Lauchhammerform befinden sich zehn in Kreuzberg, in Friedrichshain stehen drei mit dem PG-Wappenschild vom Typ „Pankow“. Due zweiteiligen Säulen mit dickem unteren Zylinder (Neue Krause: mit Bezug auf die Brunnenkörper der Firma Krause typisiert) stehen an 24 Standorten. Wobei die 21 Friedrichshainer Plumpen alle den Wasseraustritt am unteren dicken Zylinder haben. In Kreuzberg stehen drei „Neue Krause“ mit dem Wasseraustritt am aufgeschraubten oberen Zylinder. Die einteiligen Brunnenzylinder werden als Wolf-Plumpen geführt. In Kreuzberg stehen sieben Wolf und 23 Wolf 2, die zehn gleichartigen in Friedrichshain sind als „BK“ benannt. In beiden Ortsteilen mit Jahresangaben seit 1970 stehen die FSH-Pumpen als dreiteilige Säulen. von denen es 19 Exemplare im Bezirk gibt. Zwei „Plumpen“ sind auf Spielplätzen zur Versorgung von Matsch-Spielplätzen (in Sommermonaten) aufgestellt. In Friedrichshain ist dafür eine A11-Pumpe am Platz der Vereinten Nationen (Nr. 02) aufgestellt und eine FSH-Pumpe des Brunnens 88 versorgt in Kreuzberg (Dresdener Straße).
Von den in den 1960er Jahren unter Westberliner Verwaltung entwickelten Rümmlerbrunnen (nach dem Designer als Schliephacke geführt) stehen ausschließlich in Kreuzberg noch 27 Brunnen. Seit 2009 wurden 23 solcher Rümmlerbrunnen durch neuere Brunnenkörper ersetzt.
Die Aufstellung der Straßenbrunnen ist auf lange Frist vorgesehen. Seitens der Straßen- und Grünflächenämter werden Technikkontrollen und Reparaturen beauftragt und Gesundheitsämter veranlassen Wasserbeprobungen. Die Wassergüte sind jedoch Momentaufnahmen, im innerstädtischen Bereich sind sie dauernden Schwankungen unterworfen, Kriterien für Trinkwasser sind kaum zu erreichen. Regelmäßige Wasserentnahme durch Bürger befördert die Verfügbarkeit. Der technische Zustand wird zweimal jährlich beim Öffnen und Schließen der Frosthähne geprüft und Änderungen sind nicht zeitnah erfassbar, Anlagen können kurzfristig ausfallen. Versandung des Quellortes kann dazu führen, dass Brunnen außer Betrieb gesetzt werden.
Die Pumpen fördern ausschließlich durch „Handkraft“ das Grundwasser – je nach Flurabstand des Grundwassers – allseits aus Tiefbrunnen. Die folgende Liste illustriert vorrangig die „Plumpen“ als Stadtmöbel illustrieren. Einige Aussagen sind in den verknüpften Angaben auf OpenStreetMap zu finden. Zur Schilderung von technischem Zustand oder Wassergüte wurden bei (informativen Beispielen) Feststellungen in die Beschreibungstexte aufgenommen. Ergänzt werden in der Beschreibung Besonderheiten am Standort, spezifische Angaben zu Straßen sind in den Straßenlisten von Friedrichshain und Kreuzberg enthalten.
Die in der Brunnen-Liste notierten Fakten wurden 2018 festgestellt. Abbau und Ersatz von älteren Brunnekörpern belegen, dass Beprobungen auf Wasserqualität oder bei Komplexkontrollen durch Brunnenfirmen Änderungen entstehen. Im Bedarfsfall ist individuell der zeitgerechte Zustand am jeweiligen Standort festzustellen. Für den Bezirk Friedrichshain-Kreuzberg existiert eine interaktive Karte mit Brunnen, Planschen, Spielplätze mit Wasserpumpe und Trinkwasseranlagen in Friedrichshain-Kreuzberg zu finden.

Bei Klinner existiert eine Aufnahme eines Lauchhammerbrunnens vom Typ III, die nach Abgleich mit den Adressbuchdaten und dem Anstieg der Häuserreihe an der Ecke Friesen-/Willibald-Alexis-Straße stand die Aufnahme könnte von Mitte der 1930er Jahre stammen. Der Standort am südlichen Gehweg ist dann mit Willibald-Alexis-Straße 36 anzugeben. Am Brunnen befand sich ein Tränkstein in der Bordsteinkante mit dem geschweiften Rand zur Fahrbahn. Die Häuser 39 und wurden instandbesetzt und 1981 saniert. Die Straße wurde rekonstruiert und dabei der Gehweg an der Straßenecke (um 1982) erneuert. Das anliegende Häuserkarree besaß keine Kriegsschäden. Der Verbleib des Typ-III-Brunnens ist ungeklärt.

## Brunnen zur Notwasser-Versorgung
Entsprechend der Auskunft des Bezirksamtes Friedrichshain-Kreuzberg vom November 2019 stehen im Bezirk insgesamt 140 Brunnen, 2009 waren es 137. Für Trinkwasserzwecke nicht unmittelbar geeignet sind demnach 121 Standorte wegen chemischen und 19 wegen bakteriologischen Verunreinigungen aus den laufenden Wasseruntersuchungen durch das Gesundheitsamt. Für 2016 wurden aus dem Bezirksamt auf eine schriftliche Anfrage von 2017 120 funktionsfähige Brunnen genannt. Bei einer angestrebten Anzahl von 1500 Einwohnern je Brunnen folgt aus der Einwohnerzahl (281.076) ein Bedarf von 187 Straßenbrunnen. Die Liste (Stand 11/2019) enthält 144 Einträge. Aus der vorliegenden Übersicht von 2018 wurden 145 Brunnenstandorte in diese Liste übernommen, wobei im Sommer 2018 an zehn Standorten die Straßenbrunnen abgebaut waren. Zu den Standorten von Bundesbrunnen – in Verantwortung des Bundesamtes für Bevölkerungsschutz und Katastrophenhilfe – gehören 81 und die 64 Landesbrunnen unterstehen der Senatsverwaltung. Nach der Drucksache 7/15418 gibt es im Bezirk 62 Landesbrunnen.
Eine aktuelle Standortbestimmung ergibt sich aus der Darstellung der Ergebnisse der Straßenbefahrung, die 2014/2015 vom Senat beauftragt wurde. Digital wurden danach die Straßenmöbel und Ausstattungszustücke ausgewertet und auf Kartenmaterial unter Geoportal des Landesvermessungsamtes dargestellt. Erreichbar ist das Kartenmaterial über den Link des Geoportals. Die für diesen Artikel wichtigen Kartendetails sind mit dem Suchwort „Straßenbefahrung 2014“ erreichbar und mit der entsprechenden Adresse zu suchen. Standorte der Straßenbrunnen sind mit einem blauen Quadrat markiert. Als Untergrund für die Darstellung kann verschiedenes Kartenmaterial ausgewählt werden. Der Überblick über die Standorte von Berliner Straßenbrunnen ist über eine OSM-gestützte Karte im Vergleich der WP-erfassten und der 2014 erfassten Plumpen zu erreichen.
Abkürzungen für die Ortsteile des Bezirks gemäß der LOR-Listen des Statistik-Amtes.
- Frhai = Friedrichshain
- Kreuz = Kreuzberg

Erklärungen:
- Die in eckigen Klammern gesetzten Bezeichnungen sind abgebaut, ersetzt oder waren 2018 anderweitig nicht mehr oder noch nicht wieder aufgestellt
- Die Jahreszahlen beziehen sich auf das Aufstellungsjahr, die aus der BA-Übersicht vom Frühjahr 2018 entnommen sind, teilweise sind es Orientierungswerte.
- Flurabstand[25]

| Ortsteil | Nummer | Adresse Lage LOR/Kiez                                          | Form/Modell                                             | Jahr Flurabstand | Bild, Anmerkungen |
| -------- | ------ | -------------------------------------------------------------- | ------------------------------------------------------- | ---------------- | --- |
| Frhai    | 001    | Am Comeniusplatz ggü. 6 Lage Weberwiese                        | Neue Krause                                             | 1969 02–3 m      | Der Brunnen (OSM-ID: 1270557614) steht am Nordrand des Comeniusplatzes (Straße Am Comeniusplatz) nahe der Marchlewskistraße. Das Aufstellungsjahr entspricht dem Bau der Wohnhäuser entlang der Marchlewskistraße. Der halboffene Straßeneinlass vor dem Brunnen ist jüngeren Datums. Anzumerken sind die von Bewohnern für Vögel bereitgestellten Wassertränken, entsprechend war das Pumpen an der Säule (Stand Mai 2018) gut. Andererseits sind die übereinander angeordneten Hinweisschilder ein Vermerk, dass vom Gesundheitsamt mehrfach die Wassergüte nicht zur Einordnung als Trinkwasserqualität reichte. Der Standort befindet sich auf der Platzseite am südlichen Straßenrand – gegenüber von Haus 6. Im Eigentum des Bundes |
| Kreuz    | 001    | Alexandrinenstraße ggü. Franz-Künstler-Straße Lage Moritzplatz | Borsig                                                  | 1980 03-4 m      | Der Kreuzberger Notbrunnen 1 (OSM-ID: 914865475) steht vor dem Sportplatz Lobeckstraße im Parkstreifen entlang Alexandrinenstraße in Höhe der mündenden Franz-Künstler-Straße schräg zum Hochhaus Nummer 2. Brunnenfuß und Straßeneinlass stehen neben dem Bordstein am Gehwegrand. Das „Borsig“-Gehäuse mit dem über dem Austritt vorhandenen Aufsatz mit dem Bezirkswappen ersetzte Anfang der 2010er Jahre die vorherige Rümmlerpumpe (Schliephacke), die noch 2008 auf dem Bohrloch aufsaß. Der Wasserablauf wurde bei der Umstellung durch eine Straßenentwässerung ausgetauscht. Im Eigentum des Landes |
| Kreuz    | 002    | Am Tempelhofer Berg ggü. (#2) Lage Chamissokiez                | Borsig                                                  | 1980 04-7 m      | Der Brunnen 2 (OSM-ID: 966049521) steht hinter dem mit Mehringdamm 75 adressierten Wohnhaus 20 Meter südlich der Bergmannstraße. Der Standort Am Tempelhofer Berg befindet sich innerhalb dessen westlicher Baumreihe am Straßenrand. Ein gegenüber liegendes Grundstück Nummer 2 ist unbebaut. Am Standort der Grundwasserbohrung befand sich bis Mitte der 2010er Jahre noch die anfangs aufgestellte Rümmlerpumpe (Schliephacke). Bei dieser Änderung wurde der runde Straßeneinlass gesetzt. Die Borsigsäule besitzt einen Kegel als Abschluss und ist oberhalb des Austrittsrohrs mit dem Bezirkswappen auf einer Platte versehen. Im Eigentum des Bundes |
| Frhai    | 002    | Platz der Vereinten Nationen 10 Lage Friedenstraße             | A 11                                                    | 1969 04–7 m      | Der Brunnenstandort (OSM-ID: 6005240132) befindet sich hinter dem südöstlichen („Bumerang-“)Block am Platz der Vereinten Nationen. Über die Zufahrtsstraße hinter den Wohnhäusern hinweg zur Rückseite der Häuser Strausberger Straße befinden sich Spielplätze und Grünanlagen. Auf dem (südlichen) Spielplatz gegenüber vom Hauseingang 10 befindet sich ein Matschplatz, der von dieser auf einem Brunnenständer verschraubten Pumpe (NP 75) versorgt wird. Zum Zeitpunkt der Begehung 2018 war jedoch der Schwengel abgebaut. Im Eigentum des Bundes |
| Frhai    | 003    | Rudolfplatz Lage Stralauer Kiez                                | Neue Krause (dicke zweiteilige Säule)                   | 1969 03–4 m      | Der Brunnen 3 (OSM-ID: 3872785663) steht in Rudolfstraße am Straßenrand gegenüber dem Grundstück 14c (Brachfläche zwischen Kita „Am Rudolfplatz“ (14b) und dem Abwasserpumpwerk Friedrichshain Rudolfstraße 15). Der Standort befindet sich 20 Meter an der Südseite in die Rudolfstraße hinein, nordöstliche Ecke vom Rudolfplatz gegenüber der Zwinglikirche (Danneckerstraße 2). Im Eigentum des Bundes |
| Kreuz    | 003    | Bergmannstraße 89 Lage Chamissokiez                            | FSH-L                                                   | 1975 07-10 m     | Der Brunnen 3 (OSM-ID: 1168923176) steht vor dem Haus Bergmannstraße 89 (Straßencafé). Der Standort an der nördlichen Straßenseite befindet sich gegenüber der hier mündenden Schenkendorfstraße. Die bis Mitte der 2010er Jahre hier stehende Rümmler (Schliephacke) in der Baumreihe wurde durch eine Handschwengelpumpe vom Typ FSH-L auf einem Brunnenständer ersetzt. Bei dieser Gelegenheit wurde offensichtlich für den Ablauf von Brunnenwasser ein Straßeneinlass am Brunnenfuß eingerichtet. Im Eigentum des Landes |
| Kreuz    | 004    | Bergmannstraße ggü. 30 Lage Chamissokiez                       | Wolf 2                                                  | 1981 10-15 m     | Der Brunnen 4 (OSM-ID: 937212961) steht auf der nördlichen Seite der Bergmannstraße am Spielplatz am Marheineckeplatz (vor der Passionskirche). Bis Mitte der 2010er Jahre stand an dieser Stelle eine Rümmlerpumpe (Schliephacke). In der Baumflucht wurde diese durch eine Handschwengelpumpe Wolf 2 in Säulenausführung ersetzt. Der Wasserablauf erfolgt auf eine Platte mit ovaler Mulde innerhalb der Fläche mit Kleinpflaster. Der Brunnen steht in Höhe eines der Straßenbäume, die die Parktaschen „quer zur Fahrbahn“ auf Gehwegvorsprüngen unterteilen. Diese wurden um 1990 eingerichtet als noch die Rümmlerpumpe stand. Noch 1959 stand (50 Meter nach Osten) Ecke Schleiermacher-/ Bergmannstraße (gegenüber Ostecke Heimstraße) ein Lauchhammerbrunnen Typ I. Zu diesem Zeitpunkt fehlte bereits der Kopfaufsatz oberhalb des Schwengelansatzes, jedoch gab der Brunnen offensichtlich Wasser. Der Standort war wohl bereits 1895 eingerichtet. Im Eigentum des Landes                                                                                        |
| Frhai    | 004    | Andreas-/Singerstraße Lage Andreasviertel                      | <abgebaut> vorher: Neue Krause(dicke zweiteilige Säule) | 1950 02–2,5 m    | Der Brunnen 4 (OSM-ID: 5536279953) stand an der Westseite der Andreasstraße 15 Meter von der Singerstraße (Südwestecke), Grundstück #59. Hier steht eine Kaufhalle, die den eingezogenen Andreasplatz bedeckt. Anzumerken ist der kappenartige Ansatz am unteren Schaft. Der Standort lag am Gehwegrand unmittelbar am Bordstein. Der Ablauf unter dem Austrittsrohr erfolgt auf den Kleinpflasterstreifen und in die Straßenentwässerung. Der Brunnen ist 2021 beräumt und am Standort der Pumpe wurde Kleinsteinpflaster verlegt. Im Eigentum des Bundes |
| Frhai    | 005    | Auerstraße ggü. 1 Lage Richard-Sorge-Viertel                   | Neue Krause dicke Säule (zweiteilig)                    | 1966 02,5–3 m    | Der Brunnen (OSM-ID: 1274636163) steht in der Auerstraße 20 Meter von der Ecke Weidenwege entfernt. An der westlichen Straßenseite liegt gegenüber – hinter den im 2010 erbauten Wohnhäusern – der St. Georgen-Parochial-Friedhof II, die pietätsbefangenen Flächen sind 80 Meter vom Ort der Quellbohrung entfernt. Die Säule steht mit dem runden Ablaufrost am Gehwegrand auf einer Betonplatte zwischen Kleinpflaster. Im Eigentum des Bundes |
| Kreuz    | 005    | Bernburger Straße 22 Lage Askanischer Platz                    | FSH-L                                                   | 1991 02,0-2,5 m  | Der Brunnen (OSM-ID: 6005240117) steht Bernburger Straße 22 in Höhe der Hausdurchfahrt. In dem Gebäude am Brunnenstandort auf dem Gehwegrand mit der Hausnummer 22 befand sich die alte Philharmonie. Noch im Jahre 2009 stand an dieser Stelle eine Pumpe nach Rümmler. Der Wasserabfluss gelangt auf eine Bodenplatte mit kleiner Mulde und einer Rinne parallel zur Fahrbahn und über Kleinpflaster und den Bordstein. Im Eigentum des Bundes |
| Kreuz    | 006    | Tempelherrenstraße 1 Lage Urbanstraße                          | Rümmler Schliephacke                                    | 1973 02,5–3 m    | Der Notbrunnen in der Tempelherrenstraße (OSM-ID: 6005240124) steht am Wendehammer, Ostseite. Die Lackierung ist noch (original) in blau und grün. Die blaue Auslaufeinheit ist rechtwinklig zum Schwengel zur Fahrbahn gerichtet, darunter ist ein Tränkstein mit ovaler Mulde im Kleinpflasterstreifen des Gehwegs eingelassen. Das Wasser läuft über den Bordstein in die Straßenentwässerung. Das Schild Kein Trinkwasser in Deutsch und Türkisch ist rotumrandet und mit zwei Blechbändern am Pumpenrohr befestigt. Im Eigentum des Landes |
| Frhai    | 006    | Barnim-/ Georgenkirchstraße Lage Barnimkiez                    | <Neue Krause>                                           | 1968 07–10 m     | Der Brunnenstandort ist für die Kreuzung Barnim-/Georgenkirchstraße angegeben. Bei der Vor-Ort-Besichtigung (Mai 2018) wurde keine aktuelle Anlage vorgefunden und es gab auch keine Hinweise mehr auf den vormaligen Standort. Wobei unklar bleibt ob der Standort aufgegeben wurde oder neu gesetzt werden wird, beispielsweise an anderer Stelle. Es ist auch nicht vorstellbar, welche der vier Ecken der Standort war. Im Eigentum des Bundes |
| Frhai    | 007    | Corinthstraße 61 Lage Stralauer Kiez                           | Neue Krause (dicke zweiteilige Säule)                   | 1969 02,5–3 m    | Der Brunnen 7 (OSM-ID: 1474948260) steht am Straßenrand vor Corinthstraße 61 in der Baumreihe. Der Standort befindet sich unweit vom Markgrafendamm. Der Ablauf erfolgt über einen runden Straßeneinlass parallel zur Fahrbahn. Im Eigentum des Bundes |
| Kreuz    | 007    | Böckhstraße ggü. 33 Lage Graefekiez                            | Lauchhammer Typ I Reko: Winkelhoff                      | 1986 02-3 m      | Der Brunnen 7 (OSM-ID: 1446439871) steht vor dem unbebautes Grundstück Böckhstraße 25 an einem Sitzplatz mit Bänken durch ein Gebüsch getrennt. Neben dem Brunnen mit dem ovalen Tränkstein befindet sich eine den Straßenlauf einengende von Hecken umgebene Fläche mit mehreren Sitzbänken. Die Entwässerung erfolgte allerdings in die Fläche am Brunnenfuß. Vor dem Wohnhaus 24 grenzt eine Autoparkfläche direkt an den Brunnen. Der Brunnen ist inaktiv, so wird von Anwohnern mit dem Schlauch und Leitungswasser gewässert. Der Brunnenkörper einer Lauchhammer mit Fischkopf gehört zu jenen 1978 bei Winkelhoff restaurierten Exemplaren, die dann an Sitzflächen zentraler Stellen aufgestellt wurden. Im Eigentum des Landes |
| Kreuz    | 008    | Kohlfurter Straße 13 Lage Wassertorplatz                       | Lauchhammer Typ I Reko: Schoening                       | 1983 03-4 m      | Der Brunnen (OSM-ID: 939103655) steht in der Kohlfurter Straße 20 Meter westlich vom Kreisverkehr der Admiralstraße an der Nordseite. Der Tränkstein unter dem Fischkopf als Wasseraustritt hat eine ovale Mulde liegt andererseits zwischen den Gehwegplatten im Baumstreifen. An der Kohlfurter Straße gegenüber steht die Jens-Nydahl-Schule (Nummer 20) und nach Osten über die Admiralstraße hinweg die Gustav-Meyer-Schule (Nummer 22) Im Eigentum des Bundes |
| Frhai    | 008    | Corinthstraße (#20) Lage Stralauer Kiez                        | Pankow-Typ                                              | 2001 02,5–3 m    | Der Brunnen 8 (OSM-ID: 714677160) steht am Südrand der Corinthstraße im (westlichen) Winkel der Wohnhäuser Rochowstraße 9 und Corinthstraße 18. Das Eckhaus 20 fehlt. Gegenüber vom Brunnenstandort befindet sich über die Corinthstraße hinweg die Lasker-Sportanlage und die Emmanuel-Lasker-Schule. Ablaufendes Wasser gelangt aus dem Austrittsrohr auf einen Muldenstein der hinter der Bordsteinkante liegt. Im Eigentum des Bundes |
| Frhai    | 009    | Dirschauer Straße ggü. 9 Lage Boxhagener Platz                 | Neue Krause dicke zweiteilige Säule                     | 1969 03–4 m      | Der Brunnen 9 (OSM-ID: 833181240) steht am Straßenrand der Dirschauer Straße an der östlichen unbebauten Ecke von Revaler/Dirschauer Straße, Grundstück Revaler Straße 17 das als Ruine der Luftangriffe nach dem Zweiten Weltkrieg beräumt wurde. Im Eigentum des Bundes |
| Kreuz    | 009    | Görlitzer Straße ggü. 48 Lage Wrangelkiez                      | FSH-L dreiteilige Säule                                 | 1982 03-4 m      | Der Brunnen (OSM-ID: 5641890033) steht in der Görlitzer Straße, gegenüber der Hausnummer 48, am Rande des Parks Görlitzer Bahnhof. Noch um 2010 stand an diesem Ort ein Modell Rümmler mit grünem Rohr und Schwengel- und Austrittseinheit in blau. Der ersetzende aus drei Rohren zusammengeschraubte Säulenständer besitzt am Mittelteil eine kurze Erweiterung für das Ansatzstück des Austrittsrohrs, der ovale Tränkstein blieb erhalten. Letzterer befindet sich parallel zur Fahrbahn vor dem Brunnen, allerdings fehlte der Schwengel. Im Eigentum des Landes |
| Kreuz    | 010    | Reichenberger Straße 63 Lage Reichenberger Straße              | Neue Krause Säule mit Ständer (stillgelegt)             | 1964 03-4 m      | Der Brunnen (OSM-ID: 5641890035) steht in der Reichenberger Straße an der Südseite 15 Meter von der Ecke der Ohlauer Straße. Der Brunnenkörper besteht aus dem unteren Ständer in Zylinderform mit einem Ringansatz auf dem der Brunnenkörper mit einem geringeren Durchmesser und einem Fuß aufgeschraubt ist. Dieser obere Teil mit verstärktem Wasseraustrittsrohr und dem Schwengelansatz entspricht einem verkürzten Modell Wolf. Der Standort liegt zwischen zwei Büschen vor den Parkbuchten längs zur Fahrtrichtung. Der Ablauf des Wassers gelangt in einen ovalen Muldenstein und über das Kleinpflaster zum Straßengerinne. Der Brunnen ist in der Investitionsplanung vom Juni 2020 mit „Überbohrung“ aufgenommen und wird in nächster Zeit neu- oder wiedererrichtet werden. Im Eigentum des Landes |
| Frhai    | 010    | Jungstraße 1 Lage Traveplatz                                   | Pankow-Typ Gehäuse mit Wappenschild „GP“                | 2002 02,0–2,5 m  | Die Wasserpumpe 10 (OSM-ID: 984870710) steht in der Jungstraße; Eckhaus Jungstraße 1 / Frankfurter Allee 70 und 15 Meter von der Ecke Frankfurter Allee. Auf dem Baumstreifen an der Ostseite der Jungstraße ist lediglich die quadratische Pumpen-Grundplatte vom Steinmuster ausgelassen. Der Pumpwasserüberlauf erfolgt vom Rohrbogen in einen rechteckigen Tränkstein, dessen Rinne an den Bordstein führt, der nicht ausgespart ist. Das Auslaufrohr ist als Fisch ausgestaltet. Im Eigentum des Bundes |
| Frhai    | 011    | Jessnerstraße ggü. 9 Lage Traveplatz                           | Krause                                                  | 1950 02,0–2,5 m  | Dieser Brunnen (OSM-ID: 987804410) steht in der Jesserstraße westlich am Straßenrand vor der Baumreihe südlich der Frankfurter Allee. Er wurde in den 2010er Jahren vom Standort an der Frankfurter Allee 100 auf eine neue Bohrung versetzt: Westseite der Jessener Straße vor dem zurückgesetzten Haus 10. Der Brunnen ist in der Berliner Denkmalliste mit der Lage „Frankfurter Allee 100“ eingetragen. Am neuen Standort liegt unter dem Wasseraustritt eine Platte mit rechteckiger Mulde quer zur Fahrbahn. Die Formsteine des Gehwegs sind mit Kleinpflaster nur um diese Muldenplatte ausgefüllt der Brunnenkörper mit seiner quadratischen Grundverankerung fügt sich ein. Die am alten Standort vormals vorhandene kleine Mulde mit einer Rinne zum Abfluss über den Bordstein und ebenso das verfüllte Bohrloch wurde völlig asphaltiert als PKW-Standfläche. Im Eigentum des Bundes |
| Kreuz    | 011    | Dieffenbachstraße 54 Lage Graefekiez                           | <Wolf>                                                  | 1959 03-4 m      | Der Brunnen 11 (OSM-ID: 6005240127) stand vor dem Haus Dieffenbachstraße 54 am Rand des nördlichen Gehwegs. Ein unter dem Wasseraustritt liegender in der Bordsteinkante eingelassener Tränkstein mit ovaler Mulde blieb beim Abbau erhalten. An der vorher vorhandenen Wolfsäule (Säule auf Ständer) war das Austrittsrohr an der oberen Säule mit einer aufgefügten Platte angebracht (Neue Krause, alte Ausführung). Dieser Pumpenteil saß auf einem Rohr mit größerem Durchmesser, der den Brunnenständer bildete und dem Hubkolben angepasst war. Im Eigentum des Landes |
| Kreuz    | 012    | Lausitzer Platz ggü. 12 Lage Lausitzer Platz                   | Lauchhammer Typ I Reko: Schoening                       | 1985 03-4 m      | Der Brunnen 12 (OSM-ID: 864085700) steht am Lausitzer Platz. Dieses Brunnengehäuse gehört zu jenen 1978 von Schoening nachgearbeiteten Lauchhammerkörpern. Dazu wurde die Jahreszahl mit einem S-im-Dreieck und der Schriftzug Schoening auf den Schildflächen am Brunnenkopf eingegossen. Im Eigentum des Landes |
| Frhai    | 012    | Friedrich-Junge-Straße 2 Lage Stralauer Halbinsel              | Neue Krause (dicke zweiteilige Säule)                   | 1966 02 m        | Der Brunnen 12 (OSM-ID: 1447576835) steht vor der Friedrich-Junge-Straße 2, von der östlichen Ecke Alt-Stralau 15 Meter entfernt. Der Brunnen steht auf einem brachen Baumstreifen am Gehweg. Das Spreeufer liegt knapp 100 Meter nach Südwest. Die Häuser an beiden Seiten der Straßen wurden in den 1990er Jahren erbaut. Auf der gegenüberliegenden Straßenseite befindet sich die Karl-Marx-Erinnerungsstätte, der hier 1837 wohnte. Im Eigentum des Landes |
| Frhai    | 013    | Gabriel-Max-Straße neben 21 Lage Boxhagener Platz              | Krause                                                  | 1950 02 m        | Der Brunnen 13 (OSM-ID: 771332619) steht vor dem gefasten Eckhaus Wühlischstraße 30 an der nordwestlichen Ecke 10 Meter in die Gabriel-Max-Straße. Der Brunnen steht parallel zur Fahrtrichtung mit dem Straßeneinlass auf Beton im Kleinpflasterrandstreifen des Gehwegs. Im Eigentum des Bundes |
| Kreuz    | 013    | Erkelenzdamm 1 Lage Oranienplatz                               | Borsig Sechseckprisma                                   | 1954 03-4 m      | Der Brunnen 13 (OSM-ID: 974019048) steht am südöstlichen Straßenlauf des Oranienplatz schräg vor dem gefasten Eckhaus Erkelenzdamm 1 (vormals auch Oranienplatz 12). Die hier aufgestellte „Borsig“ besitzt den Wasseraustritt zur Fahrbahn quer zum Schwengel. An diesem Brunnen ist der als Tränkstein mit ovaler Mulde unter dem Austritt in die Bordsteinkante eingefügt. Der Brunnenfuß über dem Sockelrohr grenzt direkt an diesen, das Wasser fließt vom Tränkstein in einer Rinne ab. Noch 2008 stand an dieser Stelle ein anderer Brunnenkörper einer Neuen Krause, mit dem Wasseraustritt an der oberen Säule die auf einem dickeren Zylinder als Brunnenständer aufgeschraubt war. Das seckeckige Borsigmodell wurde (wohl) um 2015 aufgestellt. Im Eigentum des Landes |
| Kreuz    | 014    | Erkelenzdamm 25 Lage Moritzplatz                               | Wolf einteilige Säule                                   | 1953 03-4 m      | Der Brunnen 14 (OSM-ID: 1476114616) steht im Erkelenzdamm 30 Meter nördlich von der Nordostecke des Wassertorplatzes. Der Standort liegt vor dem abgeknickten Wohnhaus Nummer 25, wobei der Vorgarten eine rechtwinklige Ecke bildet. Die Grünfläche vor dem Brunnen bis zum Segitzdamm war bis Ende der 1920er Jahre vom Luisenstädtischen Kanal gefüllt. Zum Brunnen gehört ein runder Straßeneinlass, der direkt mit der Regenentwässerung verbunden ist. Bevor diese Aufstellung mit dem Wolfbrunnen erfolgte stand bis 2015 an dieser Stelle eine andere „Wolfsäule“, die im Unterteil etwa einen Meter mit einem viereckigen Sockel von 50 cm Kantenlänge umgeben oder gestützt war. Von dieser Aufstellung ist noch eine Kleinpflasterfläche um den jetzigen Brunnenfuß und eine Nut im Bordstein verblieben. Im Eigentum des Landes |
| Frhai    | 014    | Grünberger Straße ggü. 34 Lage Boxhagener Platz                | Neue Krause (dicke zweiteilige Säule)                   | 1969 03 m        | Der Brunnen 14 (OSM-ID: 1770371568) steht auf dem Grundstück Warschauer Straße 74, die unbebaute Freifläche nordöstlich der Grünberger Straße. Hier stand bis zum Bombentreffer Mitte der 1940er Jahre ein fünfgeschossiges Wohngebäude. Der Brunnen befindet sich dabei neben dem Kiosk an der Straßenecke auf dem Privatgelände hinter einem Zaun und dem verschlossenen Tor der Zufahrt. Er steht mit dem Straßeneinlass auf einer in eine erhöhte Grünfläche eingelassenen Grundfläche. Mit der erweiterten Basis am unteren Rohr ist er (ebenerdig) auf dem Sockelrohr aufgeschraubt. > Ein weiterer Straßenbrunnen mit der Nummer „F0070“ stand an der Ecke Simon-Dach-Straße/Grünberger Straße. > Dieser Brunnen ist in der Investitionsplanung vom Juni 2020 mit „Überbohrung“ aufgenommen und wird in nächster Zeit neu- oder wiedererrichtet werden. Im Eigentum des Bundes. |
| Frhai    | 015    | Gürtelstraße 17 Lage Traveplatz                                | Krause                                                  | 1950 02,5 m      | Der Brunnen 15 (OSM-ID: 1485800808) steht in der Gürtelstraße vor der Fleischerei im Erdgeschoss des fünfgeschossigen Wohnhauses 17, dem Eckhaus mit Oderstraße 1. Schwengel und gegenüberliegend das Auslaufrohr sind parallel zur Straße angeordnet. Brunnen und der runde Rost stehen auf einer Betonplatte, durch die Umgestaltung der Straße von 12 auf 10 Meter steht er nicht mehr direkt am Straßenrand. Die benachbarte Parkbucht gab wegen der Länge von PKW die neue Bordsteinkante vor. Die neuere Aufnahme zeigt zwei Hinweisschilder, eines in deutsch (schwarz umrandet) und das neuere (rotumrandete) zweisprachig: Kein Trinkwasser. Dies war 2008 noch nicht angebracht. Baumschutzbügel schützen hier die Straßenbäume, jedoch nicht den Brunnen. Im Eigentum des Bundes |
| Kreuz    | 015    | Blücherstraße ggü. 33 Lage Urbanstraße                         | FSH-L dreiteilige Säule                                 | 1994 03-4 m      | Der Brunnen (OSM-ID: 6005240125) steht an der nordöstlichen Straßenseite der Blücherstraße nahe Eingang zum Günter-König-Sportplatz sowie zum Gelände der Carl-von-Ossietzky-Schule (Nummer 46/47). Von der Kreuzung Baerwaldstraße sind es 170 Meter nach Südosten. Der Standort befindet sich auf dem breiten Randstreifen des Gehweg in Linie der Straßenbäume. Der Wasserabfluss erfolgt in den runden Straßeneinlauf unterhalb des Wasseraustritts. Im Eigentum des Landes |
| Kreuz    | 016    | Baerwaldstraße ggü. 44 Lage Chamissokiez                       | Rümmler (Schliephacke)                                  | 1984 04-7 m      | Der Brunnen 16 (OSM-ID: 966049542) steht vor Gneisenaustraße 39, ein Gebäude des Willi-Boos-Sportplatzes. Der Standort der Quellbohrung liegt 20 Meter südlich der Gneisenaustraße. Unter dem Wasseraustritt liegt für den Abfluss die Bodenplatte mit ovaler Mulde. Im Eigentum des Landes |
| Frhai    | 016    | Helsingforser Platz Lage Weberwiese                            | Neue Krause (dicke zweiteilige Säule)                   | 1969 04-7 m      | Der Brunnen 16 (OSM-ID: 4264188948) steht gut sichtbar auf dem Helsingforser Platz an dessen Süddreieck mit dem Gleisbogen. 10 Meter von der Marchlewskistraße, am südlichen Rand der Verlängerung der Revaler Straße gegenüber der Grünfläche vor Helsingforser Platz 1. Zum Spreeufer an der Oberbaumbrücke sind es 650 Meter. Im Eigentum des Bundes |
| Frhai    | 017    | Höchste Straße / Platz der Vereinten Nationen Lage Barnimkiez  | FSH-L                                                   | 1968 04-7 m      | Der Brunnen 17 (OSM-ID: 3964014163) steht versteckt auf der Grünfläche zwischen dem nordwestlichen S-Block des Leninplatzes 23-32 und hinter dem Vivantes-Gebäude (Büschingstraße 29). Das Aufstellungsjahr des Brunnens korrespondiert mit dem Abriss der kriegsbeschädigten Altbauten Büschingstraße und dem Neubau um den Leninplatz. Der Standort der Anlage befindet sich am Rand des dortigen Spielplatzes 80 Meter südlich der Höchsten Straße nahe am Zaun zum Grundstück Büschingstraße. Der Brunnen wird der Sandspur einer Abflussrinne entsprechend in Richtung Spielplatz öfters genutzt. Vögel nahmen das gepumpte Wasser sofort an. Der Brunnenkörper steht auf einer Fläche aus Gehwegplatten. Im Eigentum des Bundes |
| Kreuz    | 017    | Planufer 93a Lage Graefekiez                                   | Neue Krause Säule auf Ständer (stillgelegt)             | 1960 02-3 m      | Der Brunnen 17 (OSM-ID: 912003198) steht an der Südseite von Planufer auf einer zwischen den Gehweg-Formsteinen ungepflasterten Fläche. Von den späteren Neue-Krause-Brunnen unterscheidet sich dieser, dass am unteren dickeren Zylinder nicht das Austrittsrohr angebracht ist, sondern am oberen. Auch sind beide Rohre miteinander verschraubt. Für den Wasserabfluss existiert im Bordstein ein Tränkstein mit ovaler Mulde. Über das Straßenland und den gegenüberliegenden Gehweg, dem durch einen Zaun abgesperrten Uferstreifen liegt der Landwehrkanal. Die Kottbusser Brücke ist 90 Meter entfernt, an ihrer Ostseite liegt die Grenze zum Bezirk Neukölln. Der Brunnen ist in der Investitionsplanung vom Juni 2020 mit „Überbohrung“ aufgenommen und wird in nächster Zeit neu- oder wiedererrichtet werden. Im Eigentum des Landes |
| Kreuz    | 018    | Grimmstraße 24 Lage Graefekiez                                 | <Wolf> <einteilige Säule> (abgebaut)                    | 1971 02-3 m      | Der Brunnen 18 (OSM-ID: 974019037) stand an der östlichen hier noch geteilten Fahrbahn der Grimmstraße, diese ist als Straßenzug zwischen den Fluchtlinien 70 Meter breit. Mitte 2020 befand sich keine Pumpe mehr an diesem Standort. Der Standort befindet sich in der Mitte zwischen Dieffenbach- und Böckhstraße. Die Entfernung zum Landwehrkanal ist 140 Meter in Höhe der Admiralsbrücke. Der Standort des Brunnens wurde in den 2000er Jahren erneuert, dafür spricht der runde Straßeneinlass, der eine direkte Verbindung zur Straßenkanalisation hatte. Die Bohrung an dieser Stelle endete mit dem Rohrkopf zwischen den Gehwegplatten, wobei zur Breite von Fahrbahn bis Haus auch ein Vorgarten gehört. Der Brunnen ist in der Investitionsplanung vom Juni 2020 mit „Überbohrung“ aufgenommen und wird in nächster Zeit neu- oder wiedererrichtet werden. Im Eigentum des Landes |
| Frhai    | 018    | Kochhannstraße ggü. 23 Lage Hausburgviertel                    | Neue Krause (dicke zweiteilige Säule)                   | 1969 20-30 m     | Der Brunnen (OSM-ID: 3848707363) steht zwischen den Straßenbäumen der Kochhannstraße vor der Grünfläche (beräumter Bombenschaden: Kochhannsstraße 16 / Ebertystraße 45) im Osten der Kreuzung mit der Ebertystraße. Der Brunnenstandort liegt auf dem Pflasterstreifen am Gehweg und gemeinsam mit dem Straßeneinlass auf einer älteren Betonplatte. Im Eigentum des Bundes |
| Frhai    | 019    | Kochhannstraße ggü. 4 Lage Richard-Sorge-Viertel               | FSH-L dreiteilige Säule                                 | 1966 10–20 m     | In der Kochhannstraße gegenüber von Haus 4 steht die Plumpe Nr. 19(OSM-ID: 3800882857) steht Kochhannstraße 4. Am Rand des westlichen Gehwegs sind es 20 Meter zur gegenüberliegend mündenden Wilhelm-Stolze-Straße. Die mehrstufige runde Grundplatte auf dem Quellstandrohr grenzt unmittelbar an den runden Ablaufrost auf dem gegossenen Betonboden. Der doppelt aufgeschraubte Fuß des Brunnenständers verweist auf den großen Durchmesser des Sockelrohrs. Im Eigentum des Bundes |
| Kreuz    | 019    | Großbeerenstraße 17a Lage Rathaus Yorckstraße                  | <Rümmler>                                               | 1956 03-4 m      | Der Brunnen 19 (OSM-ID: 822848342) stand in der Ecke Großbeeren- und Obentrautstraße. Diese sechzig Jahre alte Rümmlerpumpe wurde Mitte der 2010er Jahre bei Umbauarbeiten aufgegeben und der Bohrsockel geschlossen. Erkennbar ist der Standort noch vor dem Eckhaus 17a (auch auf Grundstück Obentrautstraße 40) an dem mit einem Asphaltbelag ausgegossenen Tränkstein. Der Brunnen ist in der Investitionsplanung vom Juni 2020 mit „Überbohrung“ aufgenommen und wird in nächster Zeit neu- oder wiedererrichtet werden. Der Brunnenstandort ist in Verwaltung des Landes. |
| Kreuz    | 020    | Großbeerenstraße 43 Lage Viktoriapark                          | Borsig                                                  | ? 03-4 m         | Der Brunnen (OSM-ID: 7060854127) steht auf der östlichen Seite der Großbeerenstraße in Höhe der Hausnummer 43, etwa 50 Meter nördlich der Einbündung in die Kreuzbergstraße. Bis in die 2010er Jahre befand sich der Strandort des Brunnens auf der gegenüberliegenden Straßenseite, zwischenzeitlich war hier kein Brunnen mehr zu finden. Der Brunnenstandort ist in Verwaltung des Landes. |
| Frhai    | 020    | Liebigstraße 10 Lage Samariterviertel                          | Neue Krause (dicke zweiteilige Säule)                   | 1966 15-20 m     | Der Brunnen 20 (OSM-ID: 3865041358) steht in der Liebigstraße am östlichen Straßenrand 70 Meter südlich der Rigaer Straße. Der Standort befindet sich gegenüber von einem Pflegeheim der Stephanusstiftung. Der Brunnenfuß liegt neben dem Straßeneinlass auf Beton, der am Bordstein grenzt neben den Gehwegplatten. Im Eigentum des Bundes |
| Frhai    | 021    | Mühsamstraße 23*25 Lage Richard-Sorge-Viertel                  | <abgebaut> Neue Krause (dicke zweiteilige Säule)        | 1966 15–25 m     | Der Straßenbrunnen (OSM-ID: 1274104661) in der Mühsamstraße hatte Nr. 21. Die Pumpensäule stand dem sechsgeschossigen Wohnhaus 24 gegenüber. Am Brunnenständer über der Fußplatte befand sich an der Seite des Pumpenschwengels eine verschlossene Inspektionsklappe in der auch der Frostschutz zugänglich ist. Die Plumpe war mit einer quadratischen Platte am Sockelrohr aufgesetzt, unmittelbar an dieser war der runde Rost von dem der Überlauf in die Straßenentwässerung gelangt. Hinter der Inspektionsklappe am Brunnenfuß befand sich auch die Frostschutzsicherung. Das Schild Kein Trinkwasser oberhalb vom Pumpenauslaufrohr ist auch in Türkisch angegeben, ein aufgeklebtes Papier mit einem roten Rand. Der Säulenumfang bietet Platz für Anwohneraufkleber. Bei der Vor-Ort-Besichtigung (Juli 2022) wurde keine Anlage mehr vorgefunden. Im Eigentum des Bundes |
| Kreuz    | 021    | Forster Straße 58 Lage Reichenberger Straße                    | Rümmler (Schliephacke)                                  | 1980 03-4 m      | Der Brunnen 21 (OSM-ID: 1259579579) steht mit dem zur Straße liegenden Abflussstein mit rechteckiger Mulde auf einer dem Gehweg vorgesetzten Halbrund, das bei der Einrichtung von Parkbuchten längs zur Fahrbahn in den 1990er Jahren für den Brunnenstandort nötig wurde. Letzterer befindet sich an der Ostseite der Forster Straße vor dem Eckwohnhaus Forster Straße 57 / Wiener Straße 33a. Über die Wiener Straße hinweg befindet sich im Görlitzer Park die Jugendverkehrsschule (59c). Im Eigentum des Landes |
| Kreuz    | 022    | Wartenburgstraße neben 8 Lage                                  | Wolf 2 einteilige Säule                                 | 2004 02-3 m      | Der Brunnen 22 (OSM-ID: 1286224348) steht vor dem Wohnhaus Möckernstraße 108/109 in der Baumreihe an der Nordseite der Wartenburgstraße. Der Standort liegt 25 Meter östlich der Möckernstraße. Unter dem Wasseraustritt fängt ein Muldenstein das Pumpwasser, das über den Kleinpflasterstreifen des Gehwegs abfließt. Anzumerken ist der kegelige Abschlussdeckel auf dem Brunnenkörper. Im Eigentum des Bundes |
| Frhai    | 022    | Niederbarnimstraße 13 Lage Traveplatz                          | Pankow Brunnengehäuse mit Wappenschild                  | 2000 02,0–2,5 m  | Der Straßenbrunnen mit dem Wappenschild GP (OSM-ID: 1077596616) in der Niederbarnimstraße befindet sich gegenüber vom Kino Intimes (Niederbarnimstraße 15 / Boxhagener Straße 107). Der Standort ist 30 Meter von der Kreuzung Niederbarnim-/ Simon-Dach-Straße mit der Boxhagener Straße entfernt. Der Aufkleber Kein Trinkwasser ist zudem in Türkisch formuliert. Unter dem Pumpenauslaufrohr in Form eines Fischs befindet sich ein Tränkstein mit ovaler Mulde aus Kieseln. Der Brunnen steht auf dem unbefestigten Boden des Baumstreifens am Gehweg, vier Baumschutzbügel sollen vor unbeabsichtigtem Anstoß von Kraftfahrzeugen schützen. Zwei stehen parallel zur Straße, die zwei anderen schützen zudem die benachbarten Straßenbäume. Der Brunnen steht an einer Parkbucht. Im Eigentum des Bundes |
| Frhai    | 023    | Palisadenstraße 37a Lage Friedenstraße                         | Neue Krause (dicke zweiteilige Säule)                   | 1969 02,5–3,0 m  | Die Wasserpumpe 23 (OSM-ID: 3876413960) steht in der Palisadenstraße an der Südseite 50 Meter westlich der Kreuzung Koppenstraße. Der Standort ist dabei in Höhe des Wohnhauses Koppenstraße 37a, das hinter dem Parkplatz auf dem Eckgrundstück zurückgesetzt ist. Nahe am Brunnen befindet sich die Zufahrt zur Rückseite der Wohnblöcke Koppenstraße zur Karl-Marx-Allee. Auch steht der Brunnen nicht am Straßenrand, sondern an der hinteren Gehwegseite mit Parkflächen. Auf dem asphaltierten Gehweg stehen Pumpensäule und runder (halboffener) Ablaufrost in einer gesondert asphaltierten Fläche. Der Hinweis darauf, dass dem Brunnen kein Trinkwasser entnommen werden kann, ist in Deutsch und Türkisch auf dem rotumrandeten Aufkleber (30 cm × 20 cm) zu lesen. Bis zur Kriegszerstörung des Gebäudes 1945 stand hinter dem Pumpenbereich das Bezirksamt (Gesundheitsamt), zuvor das Friedrich-Wilhelms-Hospital. Im Eigentum des Bundes |
| Kreuz    | 023    | Köpenicker Straße 167 Lage Lausitzer Platz                     | Borsig                                                  | 1965 02-3 m      | Der Brunnen 23 (OSM-ID: 928994443) steht an der Südseite der Köpenicker Straße 15 Meter nach Osten von der Pücklerstraße. Bis in die Mitte der 2010er Jahre als die Borsigsäule aufgestellt wurde befand sich stattdessen eine Wolfsäule auf dieser Stelle. Neben dem Brunnenkörper liegt im Kleinpflasterquadrat auch der für den Ablauf eigene runde Straßeneinlass, der zur Straßenkanalisation führt. Im Eigentum des Landes |
| Kreuz    | 024    | Alexandrinenstraße ggü. 124 Lage Moritzplatz                   | Wolf 2 einteilige Säule                                 | 1990 02-3 m      | Der Brunnen mit der handgeschriebenen Nummer 24 (OSM-ID: 4742923386) steht an der Ostseite der Alexandrinenstraße vor dem Grünstreifen, der sich nördlich am Haus 5 anschließt. Hinter diesem Grünstreifen liegen die Hans-Böckler-Schule (OSZ Konstruktionsbau) und weiter die Otto-Wels-Schule. Der Brunnen wird aktiv genutzt, unter dem Austrittsrohr liegt ein Muldenstein. Der Standort befindet sich 20 Meter nördlich der gegenüber mündenden Neuenburger Straße, zur Gitschiner Straße sind es 135 Meter. Im Eigentum des Landes |
| Frhai    | 024    | Richard-Sorge-Straße 84 Lage Richard-Sorge-Viertel             | Neue Krause (dicke zweiteilige Säule)                   | 1966 04–7 m      | Der Straßenbrunnen (OSM-ID: 1274104693) steht in der Richard-Sorge-Straße gegenüber dem 1950er-Wohnhaus Nummer 8 und vor dem Eckhaus Weidenweg 27 / Richard-Sorge-Straße 84, das sind 20 Meter vom Nordwesteck des Weidenwegs. Der Brunnen mit quadratischer Grundplatte auf dem Standrohr, Schwengel und Pumpenauslauf parallel zur Fahrbahn steht direkt auf Beton im Baumstreifen mit Kleinpflaster. Das Hinweisschild gab es schon 2008. Im Eigentum des Bundes |
| Frhai    | 025    | Rigaer Straße 67 Lage Samariterviertel                         | FSH-L dreiteilig                                        | 2001 10-15 m     | Der Brunnen 25 (OSM-ID: 3865041357) steht an der Rigaer Straße Ecke Voigtstraße. Der Brunnenkörper einer FSH aus Schwengel-/ Austrittsteil ist auf einem unteren Brunnenständer aufgesetzt, wobei der Wasseraustritt mit einem kurzen „Manschetten“ring angeschraubt war. Beim Vor-Ort-Besuch (Juli 2018) war jedoch das Rohr am Ansatzteil offensichtlich durch ein parkendes Kraftfahrzeug abgerissen worden, die Parkordnung ist dabei quer zur Fahrtrichtung. Trotz des fehlenden Rohres förderte der Brunnen noch. Im Eigentum des Bundes |
| Kreuz    | 025    | Alexandrinenstraße 42 Lage Moritzplatz                         | Wolf 2 einteilige Säule                                 | 1980 03-4 m      | Der Brunnen 25 (OSM-ID: 779033054) steht gegenüber Kommandantenstraße 34. Der Standort ist von der Oranienstraße nach Nordost gelegen, der Winkel zwischen Alexandrinen- und Oranienstraße wird von einer Grünfläche geschlossen. Die umgebenden Wohnhäuser gehören zur Otto-Suhr-Siedlung, bis zum Fall der Mauer stand diese 150 Meter an der Bezirksgrenze zu Mitte. Im Eigentum des Landes |
| Kreuz    | 026    | Tempelhofer Ufer 32 Lage Gleisdreieck                          | Borsig sechseckiger Schaft                              | 1981 02,0–2,5 m  | Der Straßenbrunnen 26 (OSM-ID: 2183896111) steht am Tempelhofer Ufer 20 Meter von der Westecke der einmündenden Luckenwalder Straße. Am sechseckigen Pumpenprisma befindet sich am Schaftstück oberhalb vom Auslaufteil das 2003 verliehene Wappen des Bezirks Friedrichshain-Kreuzberg. Die Befestigung ist über dem Auslauf der mit dem gegenüberliegenden Schwengel parallel zum Tempelhofer Ufer befestigt ist. Die Pumpe steht auf dem Gehwegrandstreifen mit Kleinpflaster, der runde Ablaufrost ist halboffen. Der Standort befindet sich an der Treppe zum Hauseingang von Tempelhofer Ufer 32, einem Gewerbe- und Bürohaus. Die Entfernung zum (hier) westlichen Ufer des Landwehrkanals beträgt etwa 15 Meter. An diesem Ort war ursprünglich eine „Rümmlerpumpe“ aufgestellt und wurde in den 2010er Jahren ausgetauscht. Im Eigentum des Landes |
| Frhai    | 026    | Scharnweberstraße 13 Lage Traveplatz                           | Krause                                                  | 2008 02,0–2,5 m  | Der Straßenbrunnen 26 steht vor der Hausnummer 13, dem Eckhaus zur Müggelstraße (OSM-ID: 1950672973). Er befindet sich zwischen zwei Bäumen deren Baumscheibe mit einem niedrigen Geländer geschützt ist. Der Standort ist an der Nordseite 20 Meter von der Müggelstraße entfernt, 40 Meter zur Weichselstraße. Am Brunnen ist das Kleinpflaster ausgesetzt, der Ablauf fällt in einen Tränkstein, der aus einer breiten Mulde zum Bordstein besteht. Der Wasserlauf erfolgt über den Bordstein zum benachbarten Senkkasten. Der Schwengel ist rechtwinklig zum Pumpenauslauf am Pumpengehäuse. Der Brunnen ist als Baudenkmal unter Denkmalschutz gestellt. Im Eigentum des Bundes |
| Frhai    | 027    | Schreinerstraße neben 50 Lage Samariterviertel                 | Neue Krause (dicke zweiteilige Säule)                   | 1966 15-20 m     | Der Brunnen 27 (OSM-ID: 3708112290) steht im Samariterviertel in der Schreinerstraße vor dem „Drachenspielplatz“. Durch den angrenzenden Spielplatz ist die Pumpe intensiv genutzt, jedoch ist dadurch der Straßeneinlass mit Sand belastet. Der Schaft wird intensiv als Klebefläche für örtliche Informationen genutzt. Am Fuß ist das Unterrohr erweitert und mit seiner Grundplatte auf dem Sockelrohr mit vier Schrauben befestigt. Die Inspektionsplatte am Körperfuß war bei der Begehung 2018 abgelöst, wodurch ein Blick ins Innere möglich wurde. Im Eigentum des Bundes |
| Kreuz    | 027    | Pücklerstraße 37 Lage Lausitzer Platz                          | Wolf 2 einteilige Säule                                 | 1971 02-3 m      | Der Brunnen 27 (OSM-ID: 969763481) steht in der Pücklerstraße an der Ostseite 15 Meter nördlich der Wrangelstraße. Für den Abfluss befindet sich unter dem Austrittsrohr eine Platte mit rechteckiger Mulde, seitwärts zum Straßenlauf gesehen. Bis Anfang der 2010er Jahre stand an dieser Bohrung ein an der Kompaktbauart erkennbare Rümmlerbrunnen. der nach 40 Jahren ausgetauscht wurde. Im Eigentum des Bundes |
| Kreuz    | 028    | Wrangelstraße ggü. 129 Lage Lausitzer Platz                    | Wolf 2 einteilige Säule                                 | 1985 02-3 m      | Der Brunnen 28 (OSM-ID: 1104542415) steht in der Wrangelstraße vor dem Kinderspielplatz mit der Grundstücksnummer 10. Neben dem Brunnen parallel zur Straße befindet sich eine rechteckige Mulde in der Bodenplatte zwischen dem Kleinpflaster des Gehwegrandstreifens. Vom Standort 100 Meter nach Osten kreuzt die Manteuffelstraße, in Gegenrichtung sind es 120 Meter zum Mariannenplatz, hinter dem Spielplatz befindet sich eine „Therapeutische Wohngemeinschaft“ der Diakonie Mitte (Hausnummer 12). Durch die Nähe des Kinderspielplatzes wird die Wasserstelle gut genutzt, wie im Bild (für 2018) und auch bei StreetView für 2008 erkennbar ist. Im Eigentum des Bundes |
| Frhai    | 028    | Singerstraße ggü. 51 Lage Andreasviertel                       | Neue Krause (dicke zweiteilige Säule)                   | 1920 03-4 m      | Der Brunnen 28 (OSM-ID: 3876432058) steht am Nordrand der Singerstraße vor der EDEKA-Filiale Rüdersdorfer Straße 6-9. Gegen die Ladezufahrt der Kaufhalle ist die Plumpe durch einen Betonpoller geschützt. Das Unterrohr der Neuen Krausepumpe ist gleichmäßig im Durchmesser auf dem Sockelrohr aufgesetzt und besitzt am Fuß eine kappenartige Erweiterung, die mit einem Dreieckschlüssel zu öffnen ist. Die Verschraubung mit der „standardmäßigen“ Obersäule erfolgt durch den größeren Durchmesser des Unterrohrs an einer Krempung. Durch den Standort am Straßenrand auf dem asphaltierten Gehweg erfolgt der Ablauf des Austrittrohrs an der Bordsteinkante in die Straßenentwässerung. Diese Wohnbebauung hatte Kriegsschäden und wurde im Zusammenhang mit der Neubebauung um den Küstriner Platz (seit 1972: Franz-Mehring-Platz) und Ostbahnhof überbaut, die Straßenzüge (und so der Quellort) blieben dabei erhalten. Dabei blieb der Brunnenstandort von 1920 vor dem (beräumten) fünfgeschossigen Wohnhaus Grüner Weg 62 festgelegt. Im Eigentum des Bundes |
| Frhai    | 029    | Alt-Stralau (#32a) Lage Stralauer Halbinsel                    | Wolf einteilige Säule                                   | 1969 01,5-2,0 m  | Der Brunnen 29 (OSM-ID: 1736339875) steht gegenüber vom Neubau Alt-Stralau 32e nördlich der (weiterführenden) Tunnelstraße. Der Standort befindet sich am Nordrand des Wenden-Parks (# 32/32a) auf der Spreeseite der Stralauer Halbinsel, 120 Meter vom Ufer der Rummelsburger Bucht und 70 Meter vom Spreeufer. Der Übergang von Alt-Stralau in die Tunnelstraße liegt wenig östlich. An dieser befindet sich auf der Spreeseite der Friedhof der Kirchgemeinde Zwingli-Stralau mit einem Kriegerdenkmal. Im Eigentum des Landes |
| Kreuz    | 029    | Sebastianstraße 88 Lage Moritzplatz                            | Lauchhammer Typ I Reko: Schoening                       | /*/ 03-4 m       | Der Brunnen 29 (OSM-ID: 801722674) steht an der Nordseite der Sebastianstraße am südlichen Rand des (amtlich nicht benannten) Alfred-Döblin-Platzes der von Luckauer, Dresdener und Sebastianstraße begrenzt ist. Diese dreieckige Fläche an deren Westseite die Bezirksgrenze zu Mitte liegt, befand sich bis 1990 im Bereich der Berliner Mauer. Der Brunnen stand 40 Meter zur Mauerecke. Am Nordrand des Platzes befindet sich der Bau der katholischen St. Michael-Kirche von 1965. Das Brunnengehäuse wurde saniert und trägt auf den zwei Spiegeln am Kopf die Jahreszahl „1978“ (mit „cS“ im Dreieck) und den Hinweis auf das ausführende Unternehmen „Schöning Berlin“. Im Eigentum des Landes |
| Kreuz    | 030    | Lindenstraße ggü. 114 Lage Mehringplatz                        | Rümmler (Schliephacke)                                  | 1990 02-3 m      | Der Kreuzberger Brunnen 30 (OSM-ID: 1289500281) steht nördlich der Ecke Linden-/ Alte Jakobstraße. An der östlichen Straßenseite der Lindenstraße befindet sich mit Hausnummer 1 das „Haus des Deutschen Metallarbeiterverbandes“. Die Quellbohrung mit dem oberirdisch sichtbaren Brunnenkörper darauf befindet sich auf dem östlichen Gehweg zwischen Platten und gepflastertem Randstreifen, wobei eine Platte mit der ovalen Mulde zur Fahrbahn liegt. Der Ablauf erfolgt über den Bordstein zur Straßenentwässerung. Im Eigentum des Bundes |
| Frhai    | 030    | Weydemeyerstraße ggü. 15 Lage Barnimkiez                       | Neue Krause (dicke zweiteilige Säule)                   | 1969 03 m        | Der Brunnen 30 (OSM-ID: 3867409666) steht auf der Grünfläche hinter dem Grünen Block (speziell: Hausnummer 16) im Südwesten vom Platz der Vereinten Nationen. Die Bezirksgrenze von Friedrichshain-Kreuzberg zu Mitte liegt entlang der Weydemeyerstraße an deren südlichen Straßenrand. Die Aufstellung des Brunnen fällt mit dem Bau am Leninplatz zusammen. Der Brunnenständer steht auf dem Sockelrohr ebenso wie der runde halboffene Straßeneinlass etwa 10 Zentimeter über Niveau. Die Grünfläche ist angeschlossen an den Grünen Block von einem hüfthohen Zaun umgeben, der den Zugang zum Brunnen behindert, aber im Notfall überstiegen werden kann. Auch ist ein verschlossenes Tor zur Weydemeyerstraße hin vorhanden. Im Eigentum des Bundes |
| Frhai    | 031    | Straße der Pariser Kommune neben 20 Lage Wriezener Bahnhof     | FSH-L dreiteilige Säule                                 | 2009 02-3 m      | Der Brunnen (OSM-ID: 6005240130) steht 40 Meter von der Straße der Pariser Kommune in die Straße „Wriezener Karree“ hinein. An der hinteren Zufahrt zum Wohnblock befindet sich der Standort auf der Gehwegfläche. Die dreiteilige Säule besitzt am Mittelteil eine lange Erweiterung mit dem Ansatzstück für das angeschraubte Austrittsrohr. Das verschraubte Oberteil des Brunnenständers trägt am Rohrende festangebracht eine halbrunde Platte, in der der Drehpol des Schwengels liegt. Offensichtlich wird der Brunnen von Anliegern zur (erwünschten) kostenlosen Wasserentnahme genutzt, allerdings war der Straßeneinlass versackt. Im Eigentum des Landes |
| Kreuz    | 031    | Wassertorstraße 47 Lage Moritzplatz                            | Wolf 2 einteilige Säule                                 | 1985 03-4 m      | Der Brunnen (OSM-ID: 6005240123) steht in der Wassertorstraße 25 Meter östlich der Lobeckstraße. Zum Brunnen gehört der rechteckige Bodenstein mit ovaler Mulde. Zum Standort steht das MehrGenerationenHaus Wassertor und auf der gegenüberliegenden Straßenseite weiter östlich steht die St. Simeon-Kirche. Im Eigentum des Landes |
| Kreuz    | 032    | Ritterstraße ggü. 99 Lage Moritzplatz                          | Wolf einteilige Säule (stillgelegt)                     | 1962 03-4 m      | Der Brunnen 32 (OSM-ID: 1211114262) steht in der Ritterstraße an deren Nordseite vor einer offenen Gewerbefläche 30 Meter an der nordwestlichen Straßenecke der Prinzenstraße (Nummer 90). Der aufgestellte Wolfbrunnen besitzt eine versteifte Ausführung des Wasseraustritts und der Schwengelhandgriff gleicht dem rhombenartigen einer Rümmlerpumpe und auch der im Durchmesser größere Unterteil (Brunnenständer) sind selten vorhanden. Anzumerken bleibt zudem der Tränkstein mit einer ovalen Mulde im Bordstein. Dieser sitzt im kleingepflasterten Randstreifen des Gehwegs, sodass an der asphaltierten Fahrbahn der eigentliche Bordstein eingesetzt ist. >Der Brunnen ist in der Investitionsplanung vom Juni 2020 mit „Überbohrung“ aufgenommen und wird in nächster Zeit neu- oder wiedererrichtet werden. Im Eigentum des Landes |
| Frhai    | 032    | Hausburgstraße (#44) Lage Hausburgviertel                      | Neue Krause (dicke zweiteilige Säule)                   | 1969 20–30 m     | Der Brunnen 32 (OSM-ID: 1278750008) steht an der Nordseite der Hausburgstraße gegenüber der Einmündung Straßmannstraße, die Grundstücksnummerierung am Brunnenstandort erfolgt vom Nachbarbezirk Pankow als Otto-Ostrowski-Straße 44. Handschwengel und Auslaufrohr liegen sich gegenüber und parallel zur Fahrbahn orientiert. Der Standort befindet sich am Gehwegrand (Baumstreifen) vor der Mauer des vormaligen Zentralviehhofs, die Grenze zum Ortsteil Prenzlauer Berg ist. Während die Fassade in Höhe des Straßenbrunnens erhalten ist, wurde dahinter an der Otto-Ostrowski-Straße eine Schulsporthalle neu erbaut. Im Eigentum des Bundes |
| Frhai    | 033    | Laskerstraße 8 Lage Stralauer Kiez                             | BK                                                      | 2006 03-4 m      | Der Brunnen 33 (OSM-ID: 1007303036) steht am südlichen Straßenrand der Laskerstraße, 25 Meter westlich vom Markgrafendamm. Der Standort befindet sich vor dem GFBM-Bildungszentrum. 300 Meter nach Osten befindet sich das Ufer der Rummelsburger Bucht, einem Seitenarm des Spreelaufs. Im Eigentum des Landes |
| Kreuz    | 033    | Oppelner Straße 44 Lage Wrangelkiez                            | Lauchhammer Typ I Reko: Schoening                       | 1980 02-3 m      | Der Brunnen 33 (OSM-ID: 2873103103) steht fahrbahnnah an der SO-Seite der Oppelner Straße südlich vom U-Bahnhof Schlesisches Tor. Der Brunnenstandort liegt innerhalb einer Erholungsfläche mit Bänken am Straßenrand. Der Brunnenkörper wurde um 1978 von Schoening aufgearbeitet. Am Fuß des Brunnenkörpers unter dem Fischkopf befindet sich ein Bordstein mit ovaler Mulde als Tränkstein. Im Eigentum des Landes |
| Kreuz    | 034    | Mariannenplatz ggü. 6 Lage Oranienplatz                        | Lauchhammer Typ II                                      | 2012 02-3 m      | Der Brunnen 34 (OSM-ID: 938334536) steht am südlichen Ende des Mariannenplatzes (südlich der Waldemarstraße) auf dem Randstreifen an der Fahrbahn gegenüber der Mündung der Mariannenstraße und damit auch gegenüber vom Eckhaus Mariannenstraße 53 an der östlichen Ecke. Der Wasseraustritt in Form eines Drachenkopfes und der kegelige mit Drachenschuppen belegte Brunnenkopf belegt die Zugehörigkeit zu Typ II. Als Abfluss befindet sich neben dem Brunnen eine Platte unter dem Drachenkopf. 2008 stand der Brunnen noch um 90° gedreht mit dem Austritt zur Straße, sodass ein Bord(tränk)stein mit einer rechteckigen Mulde der Ableitung des Ablaufs in die Straßenentwässerung. Die der Liste entnommene Jahreszahl 2012 bezieht sich deshalb nicht auf das Aufstelldatum, sondern diesen Umbau, zudem hatte der Lauchhammerbrunnen im März 2011 noch den halbkugeligen Brunnenabschluss. Im Eigentum des Landes |
| Frhai    | 034    | Lasdehner Straße ggü. 7 Lage Weberwiese                        | Neue Krause (dicke zweiteilige Säule)                   | 1990 03-4 m      | Der Brunnen 34 (OSM-ID: 1261841602) steht an der Lasdehner Straße, südlich vom Pinguin-Spielplatz neben der Graudenzer Straße 21a. Schräg über die Straße hinweg befindet sich der Erweiterungsbau der Ludwig-Hofmann-Schule. Im Eigentum des Bundes |
| Frhai    | 035    | Palisadenstraße (#78) Lage Friedenstraße                       | Neue Krause (dicke zweiteilige Säule)                   | 2001 03–4 m      | Die Wasserpumpe (OSM-ID: 3876425757) steht in der Palisadenstraße 20 Meter von der Nordostecke der Friedrichsberger Straße. Durch Kriegszerstörung wurden 1945 die Wohnhäuser 78 und das Eckhaus 79 zerstört, dafür befindet sich eine schmale Grünfläche vor der Margarethe-von-Witzleben-Schule. Die Pumpe steht mit einem Schilde „Halteverbot-Ende“ und einem Baum auf der vor dem Gehweg liegenden Grünfläche neben der anschließenden Parktasche (gegenüber vom Schuleingang). Gegen das Anstoßen von Fahrzeugen sind zwei Baumschutzbügel gesetzt. Durch Vergleich in StreetView vom Juni 2008 und den Aufnahmen von 2016 folgt, dass in diesem Zeitraum für den Überlauf unter dem Pumpenrohr ein runder (halboffener) Ablauf(-Rost) einbetoniert wurde, benachbart über den Bordstein hinweg liegt der Regenwassereinlauf. Der Hinweis Kein Trinkwasser ist in Deutsch und Türkisch angegeben. Im Eigentum des Landes |
| Kreuz    | 035    | Alte Jakobstraße ggü. 117 Lage Mehringplatz                    | FSH-L                                                   | 1975 03-4 m      | Der Brunnen 35 (OSM-ID: 1432607193) steht in der Ostseite der Alten Jakobstraße vor dem Wohnhaus Oranienstraße 110. An der gegenüberliegenden Straßenseite des Brunnenstandortes (20 Meter südlich der Oranienstraße) befindet sich ein Gebäudeteil der Senatsverwaltung (Nummer 117), nördlich der Oranienstraße befindet sich die Bundesdruckerei und der Waldeckpark auf der östlichen Seite. Zum Brunnenabfluss gehört eine rechteckige Platte mit einer ovalen Mulde. Im Eigentum des Landes |
| Kreuz    | 036    | Carl-Herz-Ufer ggü. 7 Lage Urbanstraße                         | Rümmler (Schliephacke)                                  | 1994 03-4 m      | Der Brunnen (OSM-ID: 6005240122) steht an der Straße Carl-Herz-Ufer gegenüber vom Haus Nummer an der Nordseite in einem gepflasterten Raum innerhalb der Buschzone am Gehweg. Dem Ablauf des gepumpten Grundwassers dient eine Platte mit rechteckiger Mulde, diese hat eine Rinne, sodass der weitere Fluss zur Straßenentwässerung Fahrbahnrand oder in der Pflasterfläche ins Grundwasser erfolgt. Im Eigentum des Landes |
| Frhai    | 036    | Dolziger/Samariterstraße Lage Samariterviertel                 | <abgebaut>                                              | 1968 20-30 m     | Der Brunnenstandort ist für die Kreuzung Dolziger/Samariterstraße gelistet. Bei der Vor-Ort-Besichtigung (Mai 2018) wurde keine aktuelle Anlage vorgefunden und es gab auch keine Hinweise auf den vormaligen Standort mehr. Wobei unklar bleibt ob der Standort aufgegeben wurde oder neu gesetzt. Die Entfernung zur Nummer 39 beträgt knapp 250 Meter. Der Brunnen ist in der Investitionsplanung vom Juni 2020 mit „Überbohrung“ aufgenommen und wird in nächster Zeit neu- oder wiedererrichtet werden. Im Eigentum des Landes |
| Frhai    | 037    | Neue Bahnhofstraße 23 Lage Traveplatz                          | BK einteilige Säule                                     | 2006 02,0–2,5 m  | Der Straßenbrunnen in der Neuen Bahnhofstraße (OSM-ID: 4813740813) trägt die Nummer 37 und steht vor dem Restaurant Safari. Die Säule nach dem Modell BK (für „Brunnenkörper“) steht neben einer Parkbucht und der Pumpwasserablauf erfolgt in einen innerhalb eines Bordsteins eingelassenen ovalen Tränkstein. Mit dem neu gestalteten Straßenrand wurde die Gehwegbreite für die quer-zur-Straße-Parkfläche erweitert, die Fahrbahnbreite sank von 12 auf 10 Meter. Der Standort liegt etwa 60 Meter von der Nordwestecke Boxhagener Straße. Im Eigentum des Landes |
| Kreuz    | 037    | Wilhelmstraße 114 Lage Askanischer Platz                       | FSH-L                                                   | 1977 03-4 m      | Der Brunnen 37 (OSM-ID: 1585817821) steht an der Südseite der Wilhelmstraße zwischen Anhalter und Puttkamer Straße, an der Straße gegenüber befindet sich das Gelände der Kurt-Schumacher-Schule. Unter dem Wasseraustritt befindet sich im Randstreifen des Gehwegs ein Bodenstein mit rechteckiger Mulde, deren Rinne den Ablauf über den Bordstein leitet. Im Eigentum des Landes |
| Kreuz    | 038    | Jahnstraße 10 Lage Graefekiez                                  | Rümmler (Schliephacke)                                  | 1977 03-4 m      | Der Brunnen 38 (OSM-ID: 939103568) steht in der Jahnstraße Westseite nördlich der Ecke mit Hasenheide. Durch die zur quer Straße angelegten Parkbuchten befinden sich die Straßenbäume teilweise auf Extraflächen, der Brunnen steht so am Randstreifen des Gehwegs und ist durch solche Baumfläche vor dem Anfahren geschützt. Schwengel und Austritt liegen rechtwinklig zueinander, der Ablauf erfolgt auf die Betonfläche am Standort. Hinter dem anliegenden Wohnhaus mit Zugang von der Hasenheide befindet sich das Gebäude der Freikirchlichen Gemeinde Hasenheide. Im Eigentum des Bundes |
| Frhai    | 038    | Rigaer Straße ggü 54 Lage Samariterviertel                     | BK einteilige Säule                                     | 2006 15–20 m     | Der Friedrichshainer Straßenbrunnen 38 (OSM-ID: 1485800809) steht auf dem Schleidenplatz, mit einem halboffenen, runden Ablaufrost am vormaligen Straßenrand. Den dreieckigen Spielplatz begrenzen Waldeyer-, Pettenkofer- und Rigaer Straße. An der Nordseite der letzteren ist sein Standort je 40 m zu den beiden anderen Straßen. Das rotumrandete Kein Trinkwasser-Schild ist mit Blechbändern an der Säule befestigt. Im Eigentum des Landes |
| Frhai    | 039    | Dolziger Straße ggü. 28 Lage Samariterviertel                  | Neue Krause (dicke zweiteilige Säule)                   | 1968 20–30 m     | Der Straßenbrunnen in der Dolziger Straße stand an einer Grünfläche der bis Mitte der 2010er Jahre unbebauten Straßenecke Pettenkoferstraße 35/35a. Diese Ecke wurde als Dolziger Straße 31 mit einem sechsgeschossigen Wohnhaus bebaut. Mit dem runden, halboffenen Rost befindet sich der Brunnen in einer gemeinsamen Betonfläche und steht am Bordstein im Kleinpflasterstreifen. An beiden Seiten der Plumpe parallel zum Fahrbahnrand steht je ein schützender Baumbügel, bereits vor der Eckbebauung. Der Brunnen 39 (OSM-ID: 2148949084) steht somit am Haus Dolziger Straße 31 und wiederum 30 Meter von der Ecke Pettenkoferstraße entfernt. Das Unterrohr besitzt am Fuß eine verbreiterte Erweiterung zur Anpassung an das Sockelrohr. Im Eigentum des Bundes |
| Kreuz    | 039    | Reichenberger Straße 25 Lage Oranienplatz                      | Borsig                                                  | 1972 03-4 m      | Der Brunnen 39 (OSM-ID: 1383552998) steht auf dem südlichen Gehweg in der Reichenberger Straße 30 Meter westlich der kreuzenden Mariannenstraße. Die Borsigsäule ersetzt eine bis Mitte der 2010er Jahre hier aufgestellte vom Typ Wolf. Der neue Brunnenkörper in der Baum- und Gebüschreihe vor dem Gehweg wurde zusammen mit einem runden Straßeneinlauf aufgestellt. Das Brunnengehäuse mit einem kegeligen oberen Abschluss trägt oberhalb des Wasseraustritts das Bezirkswappen auf einem geknickten Schild. Im Eigentum des Landes |
| Kreuz    | 040    | Reichenberger Straße 150 Lage Reichenberger Straße             | FSH-L                                                   | 1976 02-3 m      | Der Brunnen 40 (OSM-ID: 1237776776) steht zwischen der Manteuffel- und der Lausitzer Straße am nördlichen Gehweg der Reichenberger Straße in dem die Straße begleitenden Baum- und Gebüschstreifen. Zum Wasserablauf liegt ein Bodenstein mit ovaler Mulde unter dem Wasseraustritt, der über eine Kleinpflasterstruktur überfliesendes Wasser zur Straßenkannte abführt. Von der Manteuffelstraße sind es 60 Meter nach Osten zum Brunnen, wo zuvor noch 2008 eine Rümmlerpumpe gestanden hatte. Im Eigentum des Landes |
| Frhai    | 040    | Proskauer Straße 8a-9 Lage Samariterviertel                    | BK                                                      | 2006 15-20 m     | Der Brunnen 40 (OSM-ID: 3864965464) steht am östlichen Rand der Proskauer Straße zwischen Frankfurter Allee und Rigaer Straße. Schwengel und Austrittsrohr liegen parallel zur Fahrbahn, wobei der Abfluss in einen rechteckigen Muldenstein gelangt. Über die Rinne zur Fahrbahn fließt das Wasser über das Kleinpflaster und den Bordstein ins Straßengerinne. Im Eigentum des Landes |
| Frhai    | 041    | Weidenweg 49 Lage Richard-Sorge-Viertel                        | BK einteilige Säule                                     | 1992 30–40 m     | Der Straßenbrunnen (OSM-ID: 3864974742) steht im Weidenweg und ist 30 Meter von deren Mündung am Bersarinplatz entfernt. Der Standort am Straßenrand liegt vor Hausnummer 49 an der Nordseite. Schwengel und Auslauf stehen sich gegenüber und quer zum Straßenlauf. Das zweisprachige Kein Trinkwasser-Schild ist in der Aufnahme 2016 über einem unteren mit Blechband befestigten erneut aufgeklebt. Im Eigentum des Bundes |
| Kreuz    | 041    | Cuvrystraße 49 Lage Wrangelkiez                                | Wolf einteilige Säule                                   | 1968 02-3 m      | Der Brunnen 41 (OSM-ID: 764610004) steht auf dem Pflasterstreifen des Gehwegs an der östlichen Fahrbahn Cuvrystraße. Wenige Meter südlich der Schlesischen Straße steht der Brunnen vor der Gaststätte (Eckkneipe „Zur fetten Ecke“). Das Spreeufer liegt 200 Meter nach Norden. Im Eigentum des Landes |
| Kreuz    | 042    | Böcklerstraße ggü. 12 (zu 60) Lage Wassertorplatz              | Rümmler (Schliephacke)                                  | 1976 01-2 m      | Der Brunnen 42 (OSM-ID: 1138521051) steht an der Nordseite der Böcklerstraße an der Ecke des mündenden Segitzdamms schräg vom Wohnhaus 60. Der Standort befindet sich an der Grünfläche zwischen Segitz- und Erkelenzdamm. Dieser Grünstreifen verbindet den Wassertorplatz mit dem Landwehrkanal in Höhe Urbanhafen und war ursprünglich Teil des Luisenstädtischen Kanals. Die Böcklerstraße wurde Ende der 1970er Jahre angelegt und bebaut. Im Eigentum des Landes |
| Kreuz    | 043    | Waldemarstraße 46 Lage Oranienplatz                            | Borsig                                                  | 1995 02,5–3 m    | Der Straßenbrunnen in der Waldemarstraße (OSM-ID: 921216905) steht 15 Meter von der Südwestecke der Adalbertstraße (Hausnr. 79) entfernt. Unter dem Wasserauslass ist ein runder Abfluss mit Gitter in das Straßenpflaster eingelassen. Bis etwa 2017 (mindestens Spätsommer 2016, höchstens Frühjahr 2018) stand an dieser Stelle statt dem Pumpenmodell Borsig eine grün/blau-gestrichene Rümmler-Pumpe mit einem Tränkstein mit ovaler Mulde. An der Nordwestecke gegenüber vom Brunnen liegt das Walde-Eck (Waldemarstraße 45/Adalbertstraße 78), eine Freifläche nach beräumten Ruinen der Bombenschäden. Im Eigentum des Bundes. |
| Kreuz    | 044    | Baruther Straße ggü. 16 Lage Urbanstraße                       | Wolf 2 einteilige Säule                                 | 1972 03-4 m      | Der Brunnen (OSM-ID: 1198768562) steht vor der Solmsstraße 1 und so 20 Meter an dem Geh- und Radweg zwischen dem Ost- und Westabschnitt der Baruther Straße. Der Standort an der Mauer der Friedhöfe am Mehringdamm steht auf einem brachen Streifen, der dem (durchlaufenden) Fahrbahnrand entspräche. Neben dem Brunnenfuß auf dem Sockelrohr befindet sich ein Muldenstein als Wasserauffang, beide liegen im Kleinpflaster 10 Meter westlich der Ecke der Solmsstraße. Das Gebäude hinter dem Zaun am Brunnen ist die KiTA Solmsstraße 1. Schräg nach Osten mit Hausnummer 20 befindet sich die Filiale der Leibnizschule, die nächste Plumpe 55 der Fürbringerstraße ist 130 Meter entfernt. Im Eigentum des Landes |
| Frhai    | 044    | Blumenstraße # 48 Lage Andreasviertel                          | BK einteilige Säule                                     | 1992 03-4 m      | Der Brunnen 44 (OSM-ID: 3876473157) steht am Südrand der Blumenstraße vor der Grünfläche / dem Spielplatz am Eingang zum Wohn-/ Gewerbehaus Blumenstraße 47a und befindet sich nördlich der 36. Schule (Blumenschule). Im Eigentum des Bundes |
| Kreuz    | 045    | Naunynstraße 51 Lage Oranienplatz                              | Lauchhammer Typ I (original)                            | 1989 02-3 m      | Der Brunnen 45 (OSM-ID: 876220525) steht Naunynstraße 52. Am Brunnen liegt ein Tränkstein. Anzumerken ist dabei, dass dieser mit der geraden Seite und der Rinne über drei Reihen Kleinpflaster am Bordstein liegt. Das bezeugt, dass hier die Fahrbahn schmaler gelegt wurde. Im Eigentum des Landes |
| Kreuz    | 046    | Stresemannstraße 33 Lage Askanischer Platz                     | Wolf zusammengesetzt (wie Neue Krause) (stillgelegt)    | 1958 02-3 m      | Der Brunnen 46 (OSM-ID: 2013007606) steht in der Stresemannstraße südöstlich der Großbeerenstraße am südwestlichen Gehwegrand. Der Brunnenkörper besteht aus einem Unteren Zylinder mit größerem Durchmesser auf dem wiederum ein Oberteil aufgeschraubt ist mit einem angesetzten Wasseraustritt und dem aufgekröpften Schwengelansatz. Ein Tränkstein mit ovaler Mulde liegt in der Reihe der Bordsteinkante. Gegenüber vom Brunnen auf dem Mittelstreifen befindet sich ein Gleisstück der ersten preußischen Straßenbahn, die die Bahnhöfe verband. > Der Brunnen ist in der Investitionsplanung vom Juni 2020 mit „Überbohrung“ aufgenommen und wird in nächster Zeit neu- oder wiedererrichtet werden. Im Eigentum des Landes |
| Frhai    | 047    | Hübnerstraße ggü. 7 Lage Samariterviertel                      | BK                                                      | 1992 20-30 m     | Der Brunnen (OSM-ID: 5829793851) steht an der Ecke der Hübner-/Eldenaer Straße. Der Standort liegt südlich der Eldenaer Straße an der Westseite der Hübnerstraße. Brunnenkörper und Straßeneinlass sind im Randstreifen zwischen Gehweg und Bordstein eingesetzt. Die Eldenaer Straße bildet die Bezirksgrenze zu Pankow. Im Eigentum des Bundes |
| Kreuz    | 047    | Boppstraße ggü. 1 Lage Graefekiez                              | FSH-L dreiteilige Säule                                 | 1980 03-4 m      | Der Brunnen 47 (OSM-ID: 997194044) steht an der Boppstraße gegenüber von der Hausreihe am Südwesten des Hohenstaufenplatzes. Der Standort ist durch den Parkweg der durchlaufenden Schönleinstraße markiert, so ist ein Dreieck zur Dieffenbachstraße am Westen des Platzes gebildet, an dessen Nordrand steht die Christuskirche. Der bis Mitte der 2010er Jahre hier stehende Rümmler-(Schliephacke-)brunnen wurde bei Erhalten des Bohrloches durch einen neuen Brunnenkörper mit kurzer Manschette auf Brunnenständer ersetzt. Mit dem Umbau am Standort wurde ein runder Straßeneinlass angelegt, sodass das Überwasser in die Straßenentwässerung gelangt. Im Eigentum des Landes |
| Kreuz    | 048    | Urbanstraße neben 16 Lage Urbanstraße                          | Krause                                                  | 1965 02-3 m      | Der Brunnen 48 (OSM-ID: 779040777) steht vor dem Haus Urbanstraße 16 („Haus Urban“, Haus der Parität am Urban) an der nördlichen Fahrbahn. Die Entfernung zur östlich liegenden westlichen Fahrbahn der Grimmstraße beträgt 15 Meter. Der Ablauf des aktiv genutzten Brunnens gelangt über das Kleinpflaster am Brunnenfuß und den Bordstein zu zwei direkt davor befindliche Straßenablaufroste. Im Eigentum des Landes |
| Kreuz    | 049    | Wassertorstraße 4 Lage Moritzplatz                             | <Rümmler>                                               | 1956 02-3 m      | Am Standort des Brunnens 49 (vor der Volkshochschule im Schulgebäude Wassertorstraße 4) befand sich im Frühjahr 2018 keine Straßenpumpe, jedoch eine Baustelle. Reste des Standortes fanden sich nicht mehr. hier Eine Rümmler-Pumpe stand zuvor vor dem Ostflügel der Volkshochschule Friedrichshain-Kreuzberg. Dieser Pumpentyp wird berlinweit in den 2010er Jahren ersetzt. Der Brunnen 80 Meter vom Wassertorplatz (OSM-ID: 1198768344) ist für einen Landesbrunnen gelistet, wurde aber aufgegeben. Die Plumpe 80 (Wolf 2) liegt 350 Meter und 42 (ebenfalls eine Rümmler) befindet sich fußläufig 300 Meter entfernt. An der gegenüberliegenden Straßenseite bis an die Gitschiner Straße befindet sich ein kleiner Park. > Der Brunnen ist in der Investitionsplanung vom Juni 2020 mit „Überbohrung“ aufgenommen und wird in nächster Zeit neu- oder wiedererrichtet werden. |
| Kreuz    | 050    | Wilhelmstraße 2 Lage Mehringplatz                              | <Rümmler>                                               | 1975 04–7 m      | Der Brunnen 50 (OSM-ID: 6005240116) stand noch bis 2010 an der Ostseite der Wilhelmstraße gegenüber vom Willy-Brandt-Haus (SPD-Zentrale). Der Standort befand sich vom Wohnhochhaus 2 etwa 15 Meter in Richtung Friedrich-Stampfer-Straße versetzt. Der Brunnenfuß lag am Rand zwischen Gehwegplatten und Kleinpflaster das Wasser floss in einen kleinen Oval-Muldenstein und über die Bordsteinkante auf die Fahrbahn. Bei der Begehung 2018 wurde in der Nähe keine (ersetzende) Pumpe vorgefunden, die die vorherige Rümmler ersetzt hätte. > Der Brunnen ist in der Investitionsplanung vom Juni 2020 mit „Überbohrung“ aufgenommen und wird in nächster Zeit neu- oder wiedererrichtet werden. Im Eigentum des Landes |
| Kreuz    | 051    | Wiener Straße 50 Lage Reichenberger Straße                     | Borsig                                                  | 1978 03-4 m      | Der Brunnen 51 (OSM-ID: 1908841213) steht in der Wiener Straße an der Südseite. Nach Nordosten erstreckt sich das Gelände des vormaligen Görlitzer Bahnhofs, insbesondere hier der Sportplatz Wiener Straße (Nummer 59a). Das Brunnengehäuse vom Typ Borsig benutzt eine spitze Pyramide als oberen Abschluss und ist mit dem Bezirkswappen auf einer Metallplatte verziert. Dieser Brunnen mit eigenem runden Straßeneinlass ersetzt seit Mitte der 2010er Jahre die vorher hier stehende Rümmlerpumpe am Gehwegrand mit einer Bodenplatte mit ovaler Mulde für den Wasserablauf zur Straße. Der Standort befindet sich 35 Meter östlich der Glogauer Straße. Im Eigentum des Landes |
| Kreuz    | 052    | Willibald-Alexis-Straße ggü. 26 Lage Chamissokiez              | Lauchhammer Typ I (original)                            | 1960 20–30 m     | Der Straßenbrunnen am Chamissoplatz (OSM-ID: 963681288) steht in der Willibald-Alexis-Straße. Das Auslaufrohr ist als Fischkopf ausgebildet, das Pumpengehäuse mit dem Lauchhammer-Design von 1894 wird als Typ I geführt. Der obere kugelige Abschluss trägt eine Pinienzapfenkrone mit Blättern zum Pumpenkörper. Der Pumpenschwengel ist um 90° nach rechts vom Auslauf angeordnet, unter letzterem ist ein im Bordstein eingefügter Tränkstein mit einer Abflussrinne und gegenüber breiterem Zulauf von der Brunnenunterseite eingesetzt. Im Eigentum des Landes |
| Kreuz    | 053    | Taborstraße 7 Lage Wrangelkiez                                 | <Wolf>                                                  | 1964 02–3 m      | Am Ort des Brunnens 53 befindet sich nur noch ein in den Boden eingelassener Tränkstein, eine Pumpe vom Modell Wolf befindet sich dort nicht mehr (Stand 2018, OSM-ID: 1245675978). Noch wenige Jahre zuvor stand hier im Wrangelkiez gegenüber der Taborkirche eine zweiteilige Brunnensäule vom Modelltyp Wolf. > Der Brunnen ist in der Investitionsplanung vom Juni 2020 mit „Überbohrung“ aufgenommen und wird in nächster Zeit neu- oder wiedererrichtet werden. Der Brunnenort ist als Landesbrunnen gelistet. |
| Kreuz    | 054    | Schlesische Straße 6*7 Lage Wrangelkiez                        | Wolf 2 einteilige Säule                                 | 1972 02–3 m      | Der Brunnen 54 (OSM-ID: 1701244911) steht in Schlesischen Straße vor dem Grundstreifen mit Baumreihe am südwestlichen Gehweg. Der Ablauf erfolgt in einen rechteckigen Muldenstein seitwärts zum Wasseraustritt, der mit dem gegenüberliegenden Schwengel parallel zur Fahrbahn liegt. Der Standort 40 Meter westlich der Falckensteinstraße liegt neben der Bushaltestelle und dem Durchgang zwischen den Gebäuden 6 und 7. Im Eigentum des Landes |
| Kreuz    | 055    | Fürbringerstraße 2 Lage Urbanstraße                            | Wolf 2 einteilige Säule                                 | 1983 03–4 m      | Der Brunnen 55 (OSM-ID: 2823036962) steht an der Südseite der Fürbringerstraße 30 Meter von der kreuzenden Solmsstraße. Der Standort auf dem Gehweg zwischen Wegplatten und Pflasterrand besitzt eine ovale Muldenplatte für den Abfluss unterhalb vom Auslaufrohr das gegenüber vom Schwengel parallel zur Fahrbahn liegt. Wasser und die Säule als Mitteilungsfläche werden von den Anwohnern intensiv genutzt. Im Eigentum des Landes |
| Kreuz    | 056    | Fichtestraße ggü 20 Lage Graefekiez                            | Rümmler (Schliephacke)                                  | 1983 03–4 m      | Der Brunnen 56 (OSM-ID: 999539346) steht in der Fichtestraße südlich vom Haus 16 vor dem Grüngelände der „GraefeKidz“. Der Standort des Brunnens liegt 40 Meter nördlich der Hasenheide, bis Mitte der 2010er Jahre stand an diesem eine Rümmler (Schliephacke). Der Ersatz durch eine FSH-L-Pimpe mit kurzer Manschette auf einem Brunnenständer erfolgte mit dem Einbau eines Straßeneinlasses unter dem Wasseraustritt. Im Eigentum des Landes |
| Kreuz    | 057    | Möckernstraße (ggü. 43) Lage Rathaus Yorckstraße               | Rümmler (Schliephacke)                                  | 1986 02,0–2,5 m  | Der Straßenbrunnen (OSM-ID: 894520600) steht dem Eingang zum Park am Gleisdreieck gegenüber an der Ostseite der Möckernstraße (südlich von Nummer 102). Der Standort befindet sich zwischen den beiden Fahrbahnen der Hornstraße, am Parkweg der Grünfläche/Spielplatz. Diese Lage auf dem Baumstreifen der Möckernstraße, über die Hornstraße hinweg steht das Gebäude Möckernstraße 102. Für den Abfluss des überfließenden Pumpwassers liegt unter dem Ablaufstutzen ein Tränkstein mit ovaler Mulde, noch einen Pflasterstreifen zum Bordstein entfernt. Das Pumpenrohr ist grün, Schwengel und Ablaufansatz ist blau lackiert. Im Eigentum des Landes |
| Kreuz    | 058    | Nostitzstraße 49 Lage Chamissokiez                             | Lauchhammer                                             | 1966 02–3 m      | Der Brunnen 58 (OSM-ID: 963643060) steht in der Nostitzstraße am Straßenrand vor dem Übergang Wohnhaus 49 zu 50 nahe der Gneisenaustraße. Während der 2010er Jahre wurde er abgebaut und das Quellrohr verschlossen, später jedoch wieder aufgestellt. Im Eigentum des Landes. |
| Frhai    | 059    | Krossener Straße ggü. 21 Lage Boxhagener Platz                 | Krause                                                  | 1992 02,5–2,5 m  | Der Straßenbrunnen (OSM-ID: 6005240129) steht am Boxhagener Platz in der Krossener Straße. Der Krausebrunnen befindet sich vor dem Eingang neben dem links liegenden Kinderspielplatz. Die Pumpe 59 auf dem Baumrand des Gehweges um den Platz steht am Bordstein ohne Abflussrost auf der gesondert gepflasterten Fläche. Die Entwässerung erfolgt des Auslaufrohrs (parallel zum Straßenlauf und gegenüber vom Schwengel) erfolgt über die Bordsteinkante in den Straßenablauf. Das zweisprachige (deutsch/türkisch) rotumrandete Hinweisschild besagt: Kein Trinkwasser. Im Eigentum des Bundes |
| Kreuz    | 059    | Eylauer Straße #1 Lage Viktoriapark                            | Wolf 2 einteilige Säule                                 | 1977 10–15 m     | Der Brunnen (OSM-ID: 6005240121) steht in der Nordecke der Eylauer 20 Meter zur Monumentenstraße (Westseite am Straßenrand). Der Wasseraustritt fällt in einen eckigen Muldenstein über das Kleinpflaster in das Straßengreinne. Der Brunnen steht im Bezirk, wobei die Bezirksgrenze zum Ortsteil Schöneberg befindet sich zwischen den hinteren Grundstücksenden von Eylauer Straße und Am Lokdepot. Die Dudenstraße liegt 400 Meter nach Süden. Im Eigentum des Bundes |
| Kreuz    | 060    | Köpenicker Straße 145 Lage Lausitzer Platz                     | Rümmler (Schliephacke)                                  | 1991 03–4 m      | Der Brunnen 60 (OSM-ID: 1116368892) steht in der Köpenicker Straße (Südseite) in einer Entfernung von 60 Metern östlich des Bethaniendamms (Schillingbrücke) und steht dem nördlichen Gewerbegrundstück mit der Einfahrt (zwischen 27 und 28) gegenüber, das Ufer der Spree liegt durch dieses hindurch 150 Meter vom Standort entfernt. Der auch 2018 noch aktive und genutzte Brunnen nach Rümmler besitzt eine Platte mit rechteckiger Mulde, die vom Brunnenfuß zum Straßenrand hin ebenfalls im Kleinpflaster des Gehwegs liegt. Im Eigentum des Bundes |
| Kreuz    | 061    | Lindenstraße 29 Lage Mehringplatz                              | Rümmler (Schliephacke)                                  | 2002 03–4 m      | Der Brunnen 61 (OSM-ID: 1289500282) steht vor Lindenstraße 29 nahe der Ecke Ritterstraße. Der Brunnenstandort befindet sich neben einer Baumscheibe auf Kleinpflaster am Gehwegerand zur asphaltierten Fahrbahn. Der Abfluss ohne Straßeneinlass erfolgt über das Pflaster und den Bordstein. Im Eigentum des Bundes |
| Kreuz    | 062    | Paul-Lincke-Ufer ggü. 37 Lage Reichenberger Straße             | Wolf 2 einteilige Säule                                 | 2004 02–3 m      | Der Brunnen (OSM-ID: 3017814485) steht auf dem Grünstreifen an der Südseite vom Paul-Lincke-Ufer. Innerhalb der Formsteine des Gehwegs ist der Bodenstein mit kleiner ovaler Mulde und der mit dem Sockelrohr verschraubte Brunnenkörper auf einem Kleinpflasterquadrat eingelassen. Der Standort südlich der mündenden Manteuffelstraße liegt wenige Meter vom Landwehrkanal am Nordufer. Das Kanalsüdufer gehört seinerseits zum Bezirk Neukölln. Im Eigentum des Bundes |
| Frhai    | 062    | Krossener Straße ggü. 35 Lage Boxhagener Platz                 | BK                                                      | 1993 02-3 m      | Der Brunnen 62 (OSM-ID: 1862169694) steht am umbenannten Platz im Dreieck zwischen Boxhagener, Krossener und Gryphiusstraße. Der Standort befindet sich am nördlichen Gehwegrand der Krossener Straße, der Brunnen-Platz liegt südlich gegenüber vom Spielplatz am Wismarplatz. Der Brunnen und der runde Straßeneinlass sind auf einer gesonderten Pflasterfläche im Kleinpflaster des Gehwegs eingesetzt. Im Eigentum des Bundes |
| Kreuz    | 063    | Köpenicker Straße neben 183 Lage Lausitzer Platz               | <Wolf 2>                                                | 2005 02–3 m      | Der Brunnen stand noch 2008 vor dem Grundstück 181 der Köpenicker Straße (OSM-ID: 928994439) und lag nahe der von Süden mündenden Zeughofstraße. Das Gebäude (Oberstufenzentrum Handel) an der Straßenecke ist mit Zeughofstraße 26 adressiert. Im Eigentum des Bundes |
| Kreuz    | 064    | Stresemannstraße 74 Lage Askanischer Platz                     | Rümmler (Schliephacke)                                  | 1971 02–3 m      | Der Brunnen 64 (OSM-ID: 894523524) steht an der Ostseite der Stresemannstraße gegenüber der mündenden Möckernstraße am Excelsiorhaus. Schräg gegenüber steht der Restbau des vormaligen Anhalter Bahnhofs. Zum Zeitpunkt der Aufnahme (August 2018) war der (wohl nicht aktive) Brunnen als Fahrradständer missbraucht, wobei der Schwengel in diese Sicherung einbezogen war. Der Standort von Brunnen und Tränkstein liegt vor dem Gehweg auf einer Zwischenfläche der Parktaschen. Im Eigentum des Bundes |
| Kreuz    | 065    | Wiener Straße 22 Lage Reichenberger Straße                     | FSH-L                                                   | 1984 03–4 m      | Der Brunnen 65 (OSM-ID: 1025294884) steht Wiener Straße 22 auf dem mit Platten belegten Gehweg im Zuge des Baumstreifens der Straßensüdseite – gegenüber vom Spreewaldplatz (Wellenbad, Wiener Straße 59h). Für den Ablauf befindet sich eine Bodenplatte mit ovaler Mulde neben dem Brunnen. Bis in die 2010er Jahre befand sich auf dieser Grundwasserbohrung ein Rümmlerbrunnen. Im Eigentum des Bundes |
| Kreuz    | 066    | Paul-Lincke-Ufer ggü. #16 Lage Reichenberger Straße            | Lauchhammer Typ I Reko                                  | 2002 02–3 m      | Der Brunnen 66 (OSM-ID: 891532049) steht am Paul-Lincke-Ufer auf dem Grünstreifen entlang vom Landwehrkanal gegenüber der mündenden Forster Straße (Hausnummer 36). Der Brunnen steht auf der Grünfläche in einem gepflasterten Bereich, wobei in Richtung des Austritts eine Rinnen gepflastert ist. Im Eigentum des Bundes |
| Frhai    | 067    | Sonntagstraße ggü. 19 Lage Boxhagener Platz                    | BK                                                      | 1993 03 m        | Der Brunnen 67 (OSM-ID: 3962563142) steht am Südwesten des Wühlischplatzes im Randstreifen der Sonntagstraße (gegenüber 19 zu 21). Der Platz liegt zwischen Sonntagstraße, Wühlisch- und Holteistraße. Für den Wasserablauf wurden Brunnenfuß und Quadrataufsatz des Ablaufs in eine achtförmige Form gesetzt, die mit einem Pflastersteinrand markiert ist. Unbenutzt bleibt die im Bordstein eingesetzte ovale Tränksteinmulde, die zur Fahrbahn gerundet ist. Gegenüber vom Brunnen steht an der südlichen Straßenseite das Beamtenwohnhaus 19*20 der Siedlung Helenenhof. Im Eigentum des Bundes |
| Kreuz    | 067    | Methfesselstraße 50 Lage Viktoriapark                          | Rümmler (Schliephacke)                                  | 1973 15–20 m     | Der Brunnen 67 (OSM-ID: 3569791603) steht an der Westseite der Methfesselstraße vor Hausnummer 50. Der Standort 30 Meter nördlich von der Dudenstraße liegt in Kreuzberg, während deren Südrand die Bezirksgrenze zu Tempelhof-Schöneberg bildet. Der Brunnenkörper ibrhalb vom Sockelrohr steht am Rand der Gehwegplatten und zum Bordstein hin liegt unter dem Wasseraustritt eine Platte mit rechteckiger Mulde. Im Eigentum des Bundes |
| Kreuz    | 068    | Schwiebusser Straße neben 20 Lage Chamissokiez                 | FSH-L dreiteilige Säule                                 | 1973 15–20 m     | Der Brunnen 68 (OSM-ID: 1154543493) steht in der Schwiebusser Straße Nordseite vor dem Eckhaus Mehringdamm 121 gegenüber vom Eingang zum U-Bahnhof. Das Bundesamt (Wasser- und Schifffahrtsamt und Wasserstraßen Neubauamt Berlin) an der Straßenseite gegenüber der Plumpe steht bereits in Tempelhof (Bezirk Tempelhof-Schöneberg). Am Fuß des Brunnenkörpers ist ein runder Straßeneinlass mit direktem Zugang zur Straßenentwässerung vorhanden. Dieser wurde angelegt als in den 2010er Jahren die anfangs gesetzte Rümmler (Schliephacke) durch die Pumpe auf dem Brunnenständer ersetzt wurde. Nach der Darstellung auf Google Earth ist die Rümmler noch im Sommer 2008 vorhanden, der neue Ablauf steht für eine Änderung des Brunnenkörpers um 2012 bis 2015. Im Eigentum des Bundes |
| Kreuz    | 069    | Heimstraße 12 Lage Chamissokiez                                | Rümmler (Schliephacke)                                  | 1973 20–30 m     | Der zur Notwasserversorgung bestimmte Brunnen 69 (OSM-ID: 963681294) steht in der Heimstraße an der Gehwegecke zur Jüterboger Straße. Das Eckhaus ist mit Heimstraße 12, Jüterboger Straße 6 adressiert, in der Jüterboger Straße nach Ost steht der Klinkerbau in dem die Kfz-Zulassungsstelle sich befindet. Von der Ecke Heimstraße nach West steht ein Klinkerbau, in dem die lokale Polizeibehörde (Polizei-Abschnitt 52) untergebracht ist. Die Pumpe steht mit dem Wasseraustritt zur Parktasche „schräg zur Straße“ (Ostseite Heimstraße), wobei sich zum Bordstein hin unter der Austrittseinheit der Rümmlerpumpe eine Platte mit ovaler Mulde liegt. Im Eigentum des Bundes |
| Kreuz    | 070    | Charlottenstraße 13 Lage Mehringplatz                          | Rümmler                                                 | 1973 03–4 m      | Der Brunnen 70 (OSM-ID: 1585840644) steht Charlottenstraße 13. Der Standort liegt nördlich der Rudi-Dutschke-Straße an der Ostseite. Für den Ablauf liegt ein Stein mit kleiner ovaler Mulde unter dem Wasseraustritt vor dem Bordstein über den das Wasser in die Regenrinne läuft. Am Schwengelansatz ist die Brunnennummer einmal handschriftlich aufgetragen und andererseits in Schrift gemalt. Im Eigentum des Bundes |
| Kreuz    | 071    | Görlitzer Straße ggü. 64 Lage Wrangelkiez                      | FSH-L                                                   | 1974 04–7 m      | Der Brunnen 71 (OSM-ID: 1104542407) steht an der Südseite der Görlitzer Straße im breiten Pflasterstreifen vor den Gehwegplatte und der dahinter liegenden Ziegelmauer, die als Umfassung zum ehemaligen Görlitzer Bahnhof gehörte und bei der Gestaltung zum Görlitzer Park gehört. Vom Brunnen zur Straße gerichtet unter dem Wasserrohr befindet sich eine rechteckige Mulde für die Ableitung von überschießendem Ablaufwasser zum Straßengerinne, dieser Stein liegt dem Bordstein direkt an. Diese FSH-Pumpe auf einem Brunnenständer ersetzte die noch 2008 hier stehende Rümmlerpumpe. Gegenüber von der Brunnenseite mündet 15 Meter nach Osten die Lübbener Straße. Im Eigentum des Bundes |
| Kreuz    | 072    | Urbanstraße 88 Lage Graefekiez                                 | Wolf 2 einteilige Säule                                 | 1994 03–4 m      | Der Brunnen (OSM-ID: 6005240128) steht an der Nordseite der Urbanstraße, zum Kottbusser Damm und dem Hermannplatz sind es 140 Meter. Der Wasserabfluss geschieht direkt über die Formsteine des Gehwegs zum Regenwassereinlauf der Straße. Auf der gegenüberliegenden Straßenseite befindet sich der Ausläufer des Karstadt-Kaufhauses Hermannplatz. Im Eigentum des Bundes |
| Kreuz    | 073    | Yorckstraße 85 Lage Viktoriapark                               | Rümmler (Schliephacke)                                  | 1974 03–4 m      | Der Brunnen 73 (OSM-ID: 894514953) steht an der südlichen Fahrbahn der Yorckstraße westlich vom Mehringdamm unweit der Kirche St. Bonifatius. Im Haus 86 befindet sich das Kino „Yorck“. Der Brunnen steht mit dem Wasseraustritt zur Fahrbahn und darunter ist ein rechteckiger Muldenstein. Im Eigentum des Bundes |
| Kreuz    | 074    | Lobeckstraße 45 Lage Moritzplatz                               | Rümmler (Schliephacke)                                  | 1975 03–4 m      | Der Brunnen 74 (OSM-ID: 999547552) steht in der Lobeckstraße 90 Meter südlich der Oranienstraße. Bei der Begehung im Juli 2018 fehlte der Bolzen am Drehpunkt des Schwengels. An der östlichen Straßenseite gegenüber vom Brunnenstandort befindet sich der GSG-Hof Lobeckstraße (Gewerbehof in Nummer 36) Auf der Brunnenseite befand sich 1975 noch ein Spielplatz der über die von Kriegsschäden beräumte Matthieustraße reichte, der Wohnblock 44–48 wurde um 1980 erbaut. Das Baugrundstück reichte bis zur St. Jacobi-Kirche (Oranienstraße 133) und der Jacobikirchstraße. Im Eigentum des Bundes |
| Kreuz    | 075    | Axel-Springer-Straße ggü. 42 Lage Mehringplatz                 | Rümmler (Schliephacke)                                  | 2005 02,5–3 m    | Die grünlackierte Rümmlerpumpe (OSM-ID: 1200384217) in der Axel-Springer-Straße steht 20 Meter auf der Ecke von der Zimmerstraße am Rand von Kreuzberg, dahinter das Axel-Springer-Hochhaus. Straßenland der Zimmerstraße und der nördlichere Lauf der Springerstraße gehören zum Bezirk Mitte. Der Standort ist auf dem Kleinpflasterstreifen des Gehwegs vor dem Grundstück 65 des Axel-Springer-Hochhauses (Freifläche). Der Wasserüberlauf versickert oder fließt ins Straßengerinne zur Entwässerung ab. Die Freifläche am Straßenbrunnen ist ein Schmuckplatz mit der Skulptur „Balanceakt“. |
| Kreuz    | 076    | Köthener Straße ggü. 24 Lage Askanischer Platz                 | Rümmler (Schliephacke)                                  | 1991 02–3 m      | Der Brunnen (OSM-ID: 6005240118) steht an der Ostseite der Köthener Straße vor der Grünfläche des Mendelssohn-Bartholdy-Parks 15 Meter südlich vom Straßenlauf Hafenplatz und gegenüber vom U-Bahnhof Mendelssohn-Bartholdy-Park. Im Juni 2008 stand auf der Schliephacke (auch Rümmler genannt) die Nummer 105 in fetter Schrift und mit Handschrift war 76 darüber gesetzt. Unter dem Austritt befindet sich ein Tränkstein mit ovaler Mulde auf dem Randstreifen des Gehwegs, wobei Schwengel und Austrittseinheit parallel zur Fahrbahn gerichtet sind. Zum Brunnen liegt unter dem Wasseraustritt ein Stein mit ovaler Mulde im Randstreifen des Gehwegs. Im Eigentum des Landes |
| Kreuz    | 077    | Fontanepromenade 14 Lage Urbanstraße                           | Rümmler (Schliephacke)                                  | 1994 02–3 m      | Der Brunnen (OSM-ID: 6005240126) steht Fontanepromenade am westlichen Gehweg der Westfahrbahn vor dem Kindergarten auf dem Schulgelände (Carl-von-Ossietzky-Schule, Aziz-Nesin-Schule). Für den Abfluss vom Wasseraustritt am Brunnenkörper liegen zwei Gehwegplatten im Randstreifen des Gehwegs, mit Ablauf über das Kleinpflaster in das Straßengerinne. Im Eigentum des Bundes |
| Kreuz    | 078    | Dessauer Straße 18 Lage Askanischer Platz                      | Wolf 2 einteilige Säule                                 | 1976 04–7 m      | Der Brunnen (OSM-ID: 6005240119) steht an der Ostseite gegenüber vom Schulgebäude Dessauer Straße 50 Meter nördlich von der Straße Hafenplatz. Zum Brunnenkörper gehört unter dem Wasseraustritt der Muldenstein im Gehwegrandstreifen, wobei er seitwärts zur Fahrbahn liegt. Im Eigentum des Bundes |
| Kreuz    | 079    | Lübbener Straße ggü. 15 Lage Wrangelkiez                       | FSH-L                                                   | 1977 03–4 m      | Der Brunnen 79 (OSM-ID: 833177062) steht am Nordende (Wendehammer) der Lübbener Straße am westlichen Gehweg. Die Fahrbahn führt so vom Standort nicht zur Skalitzer Straße durch. Auf dem Gehweg befindet sich eine Kleinpflasterfläche mit dem Brunnenkörper sowie dem eckige Muldenstein. Vom letzteren gelangt das ablaufende Wasser zum Straßeneinlass. Bis in die 2010er Jahre stand an dieser Stelle eine Rümmlerpumpe von der (wohl) die Pflasterfläche und die Muldenplatte verblieben sind. Die Schliephacke-/Rümmlerpumpe findet sich auf einem Bild von ©Jürgen Henschel vom 6. September 1977 am gleichen Standort. Im Eigentum des Landes |
| Kreuz    | 080    | Segitzdamm ggü. (#6) Lage Wassertorplatz                       | Wolf 2 einteilige Säule                                 | 1977 03–4 m      | Der Brunnen 80 (OSM-ID: 934889825) steht an der östlichen Seite vom Segitzdamm auf der Grünfläche zum Erkelenzdamm. Der Standort liegt dabei in Höhe der hier mündenden Prinzessinnenstraße, und gegenüber dem Eckhaus mit Nummer 38. Der Abstand zum Oranienplatz ist 50 Meter nach Norden. Im Eigentum des Bundes |
| Kreuz    | 081    | Franz-Künstler-Straße 15 Lage Moritzplatz                      | Wolf 2 einteilige Säule                                 | 1978 03–4 m      | Der Brunnen 81 (OSM-ID: 914865464) steht südlich in der Franz-Künstler-Straße 70 Meter von der Alten Jakobstraße entfernt. Zum Brunnen auf dem Gehwegrandstreifen gehört ein rechteckiger Bodenstein mit Rechteckmulde der das Wasser auffängt und zum Straßengerinne geleitet. An der gegenüberliegenden Straßenseite (Alte Jakobstraße 4–9) bestand in den 1980er bis in die 1990er Jahre ein Kinderbauernhof, der 2017 mit Tempohomes ersetzt wurde. Im Eigentum des Bundes |
| Kreuz    | 082    | Planufer ggü. 81 Lage Graefekiez                               | Rümmler (Schliephacke)                                  | 1978 02–3 m      | Der Brunnen (OSM-ID: 5641890032) steht auf dem Gehwegstück zwischen den Parktaschen an der Nordseite des Planufers gegenüber der Städtischen Kita (Hausnummer 81) Das Ufer am Osten des Urbanhafens (im Landwehrkanal) ist nur 15 Meter entfernt. Im Eigentum des Landes |
| Kreuz    | 083    | Möckernstraße ggü. 64 Lage Viktoriapark                        | Wolf 2 einteilige Säule                                 | 1978 03–4 m      | Der Brunnen (OSM-ID: 2349243067) steht südlich der Hagelberger Straße an der Ostseite der Möckernstraße, das Grundstück hinter dem Brunnen ist mit Hagelberger Straße 30 (Kita und Spielplatz) adressiert. Die Wolf 2 ersetzt die zuvor wenigstens bis in die 2010er Jahre vorhandene Rümmlerpumpe deren Wasseraustritt war zur Fahrbahn gerichtet, der ersetzende Brunnenkörper steht mit Schwengel und Austritt quer zur Fahrbahn, der Standort des Sockelrohrs der Bohrung liegt auf dem Randstreifen des Gehwegs. Für den Ablauf liegt eine Bodenplatte mit rechteckiger Mulde seitwärts am Brunnenaustritt. Im Eigentum des Landes |
| Kreuz    | 084    | Schleiermacherstraße ggü. 3 Lage Urbanstraße                   | Wolf 2 (einteilige Säule)                               | 1978 03–4 m      | Der Brunnen 84 (OSM-ID: 2025032592) steht an der Ostseite der Schleiermacherstraße. Noch bis Ende der 2000er Jahre befand sich an dieser Grundwasserbohrung eine Rümmler (Schliephacke), diese 40 Jahre alte Einrichtung wurde Anfang der 2010er Jahre durch eine Wolf 2-Säule mit Schwengel und Hubkolben ersetzt. Die dabei unveränderte Abflussplatte mit rechteckiger Mulde liegt seitwärts am Brunnenfuß, der mit acht Schrauben auf dem Sockelrohr befestigt ist. Das Abwasser fließt von da über den Bordstein zum Straßengerinne. An der Brunnenseite folgt nach Osten eine Sozialeinrichtung auf dem Grundstück Blücherstraße 26/26a und 26b. Im Eigentum des Bundes |
| Kreuz    | 086    | Katzbachstraße ggü. 28 Lage Viktoriapark                       | Wolf 2 einteilige Säule                                 | 1980 10–15 m     | Der Brunnen 86 (OSM-ID: 1313558844) steht an der Katzbachstraße vor dem Gelände des Willy-Kressmann-Stadions etwa 20 Meter nördlich der Dudenstraße. Die Bezirksgrenze (Ortsteil Tempelhof) liegt an der südlichen Dudenstraße. Der Brunnen mit dem rechteckigen Muldenstein davor liegt auf Kleinpflaster. Der Rümmlerbrunnen wurde um 2010 durch einen neuen Brunnenkörper der Wolf-Reihe ersetzt. Im Eigentum des Bundes |
| Kreuz    | 087    | Böcklerstraße (ggü. 1) Lage Wassertorplatz                     | Rümmler (Schliephacke)                                  | 1982 03–4 m      | Der Brunnen (OSM-ID: 5641890031) steht an der Westseite der Böcklerstraße 40 Meter südlich der Gitschiner Straße in Höhe deren Hausnummer 38. Der Brunnenkörper ist mit der Nummer 87 in „Markierungs“schrift und handschriftlich bezeichnet, zudem sind die Buchstaben D.R.P. weiß markiert. Der Brunnen ist intakt und der Austritt quer zur Fahrbahn liegt oberhalb der Bodenplatte mit kleiner ovaler Mulde. Das Eckhaus Gitschiner Straße 48 hinter dem Brunnen ist das ehemalige Beamtenwohnhaus der Städtischen Gasanstalt und der Gebäudekomplex wird vom Kindernotdienst, sowie Kreuzberger Sportvereinen („Haus des Sports“) genutzt. Im Eigentum des Landes |
| Kreuz    | 088    | Dresdener Straße (#127) Lage Oranienplatz                      | FSH-L dreiteilige Säule                                 | 1984 02,5–3 m    | Der Brunnen (OSM-ID: 5632437779) steht auf der Sandfläche des Spielplatzes Dresdener Straße (Westseite, Grundstück 127) zwischen Kino Babylon (126) und der Kita befindet. Der Brunnen bedient in geeigneter Jahreszeit auf dem Spielplatz einen Matschspielplatz. Die Wohngebäude der Dresdner Straße ab 127 zum Kottbusser Tor durchgehend waren kriegsbeschädigt und wieder hergerichtet. Sie wurden Kreuzberger Sozialbau und der Umgestaltung am „Kotti“ abgerissen und die Gegend umgestaltet. Die Brunnenbohrung korrespondiert mit der Gestaltung. Im Eigentum des Landes |
| Kreuz    | 089    | Muskauer Straße ggü. 40 Lage Lausitzer Platz                   | Rümmler (Schliephacke)                                  | 1985 02,5–3 m    | Die grünlackierte Schliephackepumpe in der Muskauer Straße (OSM-ID: 1141974533) steht am Gehwegrand vor Altglascontainern am Rand eines Spielplatzes (Muskauer Straße 23) auf dem Eckgrundstück Muskauer-/Manteuffelstraße. Unter dem Wasserauslass befindet sich ein ovaler Tränkstein. An der funktionstüchtigen Pumpe ist ein zweisprachiger Hinweis aufgeklebt, dass die Pumpe kein Trinkwasser liefert. Im Eigentum des Bundes |
| Kreuz    | 090    | Mittenwalder Straße 62 Lage Urbanstraße                        | FSH-L                                                   | 1986 03–4 m      | Der Brunnen (OSM-ID: 2025032616) steht in der Mittenwalder Straße (Ostseite) 30 Meter südlich der Urbanstraße. Der Ablauf erfolgt in einen Bodenstein mit ovaler Mulde, dieser und der Brunnenfuß liegen an der Linie zwischen Randstreifen und Plattenbelag des Gehwegs. Ein FSH-Brunnenkörper mit kurzer Manschette auf dem Brunnenständer ersetzte das noch 2010 vorhandene Modell Rümmler (Schliephacke). Der Muldenstein mit Entwässerung über den Bordstein hinweg blieb unverändert. Im Eigentum des Bundes |
| Kreuz    | 091    | Naunynstraße 2 Lage Lausitzer Platz                            | FSH-L dreiteilige Säule                                 | 1987 03–4 m      | Der Brunnen 91 (OSM-ID: 876265190) steht Naunynstraße 2. Auf dem Brunnenständer befindet sich der Austrittsteil mit einer kurzen Erweiterung an der das Ansatzstück für das angeschraubte Rohr angebracht ist. Der Stein mit der ovalen Mulde als Auffang liegt zur Fahrbahn, der Schwengel liegt dazu quer am Körper. Im Eigentum des Bundes |
| Kreuz    | 092    | Mittenwalder Straße 43 Lage Urbanstraße                        | Wolf 2 einteilige Säule                                 | 2013 03–4 m      | Der Brunnen 92 (OSM-ID: 832840932) steht unmittelbar an der Ostseite der Fahrbahn der Mittenwalder Straße 40 Meter nördlich zur Gneisenaustraße. Er steht am Fahrbahnrand, wobei die Straßenbäume in erhöhte Bodenkörper eingelassen sind, die diese auch vor Anfahrunfällen absichert. Zum – am Sockelrohr verschraubten – Brunnenfuß innerhalb der Platten am Bordstein gehört die nebenliegende Platte mit rechteckiger Mulde, die eine Rinne an den Bordstein hat über den das Pumpwasser in die Kanalisation abfließen kann. Die Schwengeleinheit am Brunnenkopf ist angeschweißt und wird mit dem Drehbolzen des Handschwengels und einer zusätzlichen Verschraubung an der oberen Ecke zusammengehalten. Im Eigentum des Bundes |
| Kreuz    | 093    | Baruther Straße 1 Lage Urbanstraße                             | Lauchhammer Typ I Reko: Winkelhoff                      | 1988 03–4 m      | Der Brunnen 93 (OSM-ID: 1198768573) steht 10 Meter in der Baruther Straße (Südseite Ecke) Mehringdamm. Der Austritt in Fischform endet oberhalb vom quadratischen Tränkstein mit ovaler Mulde, der über eine Gehwegplatte zum Bordstein in das Straßengerinne entwässert. Am Kopf mit der Schwengeldrehachse des Guss-Gehäuses befindet sich zur Straße eine Schmuckplatte mit den eingegossenen Worten Winkelhoff Berlin, an der gegenüberliegenden Platte die Jahreszahl 1978 und ein Dreieck mit A-Symbol. Dieser Hinweis steht für die Nachbearbeitung an diesem Pumpengehäuse. Das zweisprachige Kein Trinkwasser-Schild aus Blech ist mit zwei Bändern befestigt. Im Eigentum des Bundes |
| Kreuz    | 094    | Lilienthalstraße 2 Lage Chamissokiez                           | Wolf 2 einteilige Säule                                 | 2004 15–20 m     | Der Brunnen 94 (OSM-ID: 946209722) steht in der Baumreihe der im Südwestbereich Lilienthalstraße/Südstern südlich der Zufahrtsstraße Südstern 14. Nach Westen läuft diese weiter zu den im Süden liegenden Friedhöfe Urbanstraße, zunächst der Luisenstädtische Friedhof I. Der Pumpenkörper vor dem Eckhaus Lilienthalstraße 2 ist mit Schwengel und Auslaufrohr parallel zur Urbanstraße orientiert und das überlaufende Pumpenwasser fällt in den rechteckigen Tränkstein mit ovaler Mulde und von da in die Regenwasserrinne. Das Schild Kein Trinkwasser ist zweisprachig. Im Eigentum des Bundes |
| Kreuz    | 095    | Alte Jakobstraße neben 136 Lage Mehringplatz                   | Rümmler (Schliephacke)                                  | 1989 03-4 m      | Der Brunnen 95 (OSM-ID: 1198768519) steht in der Alte Jakobstraße vor dem Museumsgarten des Jüdischen Museum und 55 Meter südlich der Straßenecke „Am Berlin Museum“. Das sechsgeschossige Wohn- und Geschäftshaus Alte Jakobstraße 135/136 wurde 1982–1986 erbaut, als Teil zu Internationalen Bauausstellung 1984 entstandenen Wohnparks. Am Berlin Museum (Block 33). Der Brunnenstandort liegt auf dem Gehweg und entwässert in einen Bodenstein mit kleiner ovaler Mulde über das Kleinpflaster hinweg. An der gegenüberliegenden Straßenseite (Alte Jakobstraße 4–9) bestand in den 1980er bis in die 1990er Jahre ein Kinderbauernhof, der 2017 mit Tempohomes ersetzt wurde. Im Eigentum des Bundes |
| Kreuz    | 096    | Ratiborstraße 15 Lage Reichenberger Straße                     | Wolf 2 einteilige Säule                                 | 1988 03-4 m      | Der Notbrunnen (OSM-ID: 3689330905) steht im östlichen Baumstreifen der Ratiborstraße 45 Meter nördlich der Reichenberger Straße. Der Standort ist etwa einen Meter vom Fahrbahn abgesetzt, daneben liegt die Bodenplatte mit ovaler Mulde aus der das Wasser in das Straßengerinne abfließt. Die Häuser an dieser Straßenecke wurden um 1960 erbaut. Der anfangs aufgestellte Rümmlerbrunnen wurde um 2010 durch die Wolf 2 ersetzt. Im Eigentum des Bundes |
| Kreuz    | 097    | Zeughofstraße ggü. 21 Lage Lausitzer Platz                     | Wolf einteilige Säule                                   | 1988 03-4 m      | Der Brunnen 97 (OSM-ID: 928994447) steht am südöstlichen Rand zwischen Gehwegplatten und Kleinpflaster der Zeughofstraße vor einem kleinen Rasenplatz im Winkel zur Skalitzer Straße. Der Wasserabfluss zur Straßenentwässerung erfolgt über den Bordstein, das Wasseraustrittsrohr ist auf dem runden Ansatz am Säulenkörper angeschraubt. Westlicher an der Skalitzer Straße steht die Emmauskirche auf dem Lausitzer Platz. Im Eigentum des Bundes |
| Kreuz    | 098    | Großbeerenstraße ggü. 72 Lage Rathaus Yorckstraße              | Wolf 2 einteilige Säule                                 | 1989 03-4 m      | Der Brunnen 98 (OSM-ID: 822848329) steht in Höhe eines zurückgesetzten Gebäude der Wohnanlage des ehemaligen Gertraudenhospitals mit der Adresse Wartenburgstraße 1e. Der Brunnen steht auf dem Kleinpflasterstreifen am Gehweg und für den Wasseraustritt befindet sich ein Muldenstein auf diesem. Die Rostspuren von abgeflossenen Wasser bezeugt die intensive Nutzung dieser aktiven Plumpe. Im Eigentum des Bundes |
| Kreuz    | 099    | Lausitzer Straße 22 Lage Reichenberger Straße                  | Wolf 2 einteilige Säule                                 | 1989 02–3 m      | Der Brunnen (OSM-ID: 5641890034) steht an der Westseite der Lausitzer Straße zwischen der Reichenberger Straße und dem Paul-Lincke-Ufer und ist so 120 Meter vom Nordufer des Landwehrkanals entfernt. Der Brunnenkörper auf dem Sockelrohr der Quellbohrung mit der daneben liegenden Bodenplatte mit ovaler Mulde befindet sich zwischen der Gehwegbelegung und dem kleingepflasterten Randstreifen. Im Haus Lausitzer Straße 22 und dessen hinterem Grundstück 22a–22f und dem Durchgang zur Reichenberger Straße 49 befindet sich die Regenbogenfabrik Berlin, ein Alternativprojekt der 1980er-Hausbesetzer mit Hostel, Fahrradwerkstatt, Tischlerei, Kino, Küche, Kantine und Kinderhort. Auf dieser Brunnenbohrung stand 2009 noch eine Rümmler, die 2010/2011 durch einen neuen Brunnenkörper mit Kolbenpumpe ersetzt worden ist. Im Eigentum des Bundes |
| Kreuz    | 100    | Graefestraße ggü. 31 Lage Graefekiez                           | FSH-L                                                   | 1960 03-4 m      | Der Brunnen 100 (OSM-ID: 1237776994) steht in der Graefestraße südlich der Urbanstraße. Hinter dem Standort des Brunnens befindet sich ein Spielplatz. Hier bestand das ehemalige Kinderheim und das Jugendfreizeitheim auf dem Grundstück Urbanstraße 39-41 / Graefestraße 62/64 und angrenzenden Gebäuden. Die Eckbebauung hier hatte Kriegsschäden und wurde in den 1950er Jahren teilweise beräumt. Der noch 2008 hier stehende Rümmlerbrunnen wurde seither ersetzt, der Ablauf über eine Platte mit ovaler Mulde und das Quellbohrung mit dem Sockelrohr blieben wohl unbeeinflusst. Im Eigentum des Bundes |

## Wiedereinrichtung
Die folgend genannten Straßenbrunnen sind in der Investitionsplanung vom Juni 2020 mit „Überbohrung“ aufgenommen und werden in nächster Zeit neu- oder wiedererrichtet werden. Wobei jeweils ein finanzieller Aufwand von 28.000 Euro vom Bezirksamt an den Senat gemeldet wurde.
- F0036 Friedrichshain: Dolziger Str./Samariterstr.
- KB010 Kreuzberg: Reichenberger Str. 63
- KB011 Kreuzberg: Dieffenbachstr. 54
- KB017 Kreuzberg: Planufer 93
- KB018 Kreuzberg: Grimmstr. 24
- KB019 Kreuzberg: Großbeerenstr. 17a
- KB032 Kreuzberg: Ritterstr. 20 / Prinzenstr.
- KB046 Kreuzberg: Stresemannstr. 33
- KB049 Kreuzberg: Wassertorstr. 4
- KB050 Kreuzberg: Wilhelmstr. ggü. 141
- KB053 Kreuzberg: Taborstr. 7
- F0070 Friedrichshain: Simon-Dach-Str./Grünberger Str.

In der gleichen Meldung sind vier weitere Straßenbrunnen mit finanzieller Anforderung zur Reparatur angemeldet.
- F0038 Friedrichshain: Rigaer Str. ggü. 54 / Schleidenplatz (Pumpwerk)
- KB037 Kreuzberg: Wilhelmstr. 114 (Pumpwerk)
- KB040 Kreuzberg: Reichenberger Str. 150 (Pumpwerk)
- KB045 Kreuzberg: Naunynstr. 51 (Naunynplatz) (Pumpwerk)
- KB012 Kreuzberg: Lausitzer Platz ggü. 12 (Reparatur Ständerkörper)

## Kiezgröße und Anzahl der aufgestellten Brunnen
In den gesetzlichen Vorgaben aus den 1960er Jahren werden Stellen zur Notwasserversorgung im Katastrophenfall für jeweils 1500 bis 2500 Menschen gefordert. Die folgende Tabelle gibt einen Überblick auf die Planungsräume nach dem System der lebensweltlich orientierten Räume.
| Ortsteil       | Kiez-Nr.    | Kiez-Name             | Einwohner | Brunnen |
| -------------- | ----------- | --------------------- | --------- | ------- |
| Kreuzberg      | 02 01 01 01 | Askanischer Platz     | 06481     | 06      |
| Kreuzberg      | 02 01 01 02 | Mehringplatz          | 13278     | 06      |
| Kreuzberg      | 02 01 01 03 | Moritzplatz           | 15593     | 09      |
| Kreuzberg      | 02 01 01 04 | Wassertorplatz        | 05044     | 04      |
| Kreuzberg      | 02 02 02 01 | Gleisdreieck          | 0911      | 01      |
| Kreuzberg      | 02 02 02 02 | Rathaus Yorckstraße   | 05990     | 04      |
| Kreuzberg      | 02 02 02 03 | Viktoriapark          | 10886     | 05      |
| Kreuzberg      | 02 02 02 04 | Urbanstraße           | 12326     | 11      |
| Kreuzberg      | 02 02 02 05 | Chamissokiez          | 14892     | 08      |
| Kreuzberg      | 02 02 02 06 | Graefekiez            | 19052     | 10      |
| Kreuzberg      | 02 03 03 01 | Oranienplatz          | 09092     | 06      |
| Kreuzberg      | 02 03 03 02 | Lausitzer Platz       | 13166     | 09      |
| Kreuzberg      | 02 03 04 01 | Reichenberger Straße  | 15156     | 09      |
| Kreuzberg      | 02 03 04 02 | Wrangelkiez           | 11083     | 06      |
| Friedrichshain | 02 04 05 01 | Barnimkiez            | 05381     | 03      |
| Friedrichshain | 02 04 05 02 | Friedenstraße         | 07181     | 03      |
| Friedrichshain | 02 04 05 03 | Richard-Sorge-Viertel | 10976     | 05      |
| Friedrichshain | 02 04 07 01 | Andreasviertel        | 12331     | 03      |
| Friedrichshain | 02 04 07 02 | Weberwiese            | 10714     | 03      |
| Friedrichshain | 02 04 07 03 | Wriezener Bahnhof     | 01145     | 01      |
| Friedrichshain | 02 05 06 01 | Hausburgviertel       | 08900     | 02      |
| Friedrichshain | 02 05 06 02 | Samariterviertel      | 21064     | 08      |
| Friedrichshain | 02 05 08 01 | Traveplatz            | 19093     | 06      |
| Friedrichshain | 02 05 08 02 | Boxhagener Platz      | 20431     | 06      |
| Friedrichshain | 02 05 08 03 | Stralauer Kiez        | 06986     | 04      |
| Friedrichshain | 02 05 08 04 | Stralauer Halbinsel   | 04171     | 02      |

## OpenStreetMap
- Straßenbrunnen in Berlin. In: OpenStreetMap Wiki. 21. Juni 2010, abgerufen am 8. Februar 2018 (englisch).

- Straßenbrunnen im Bezirk auf OpenStreetMap erfasst